# St-Remi (Ceffonds)

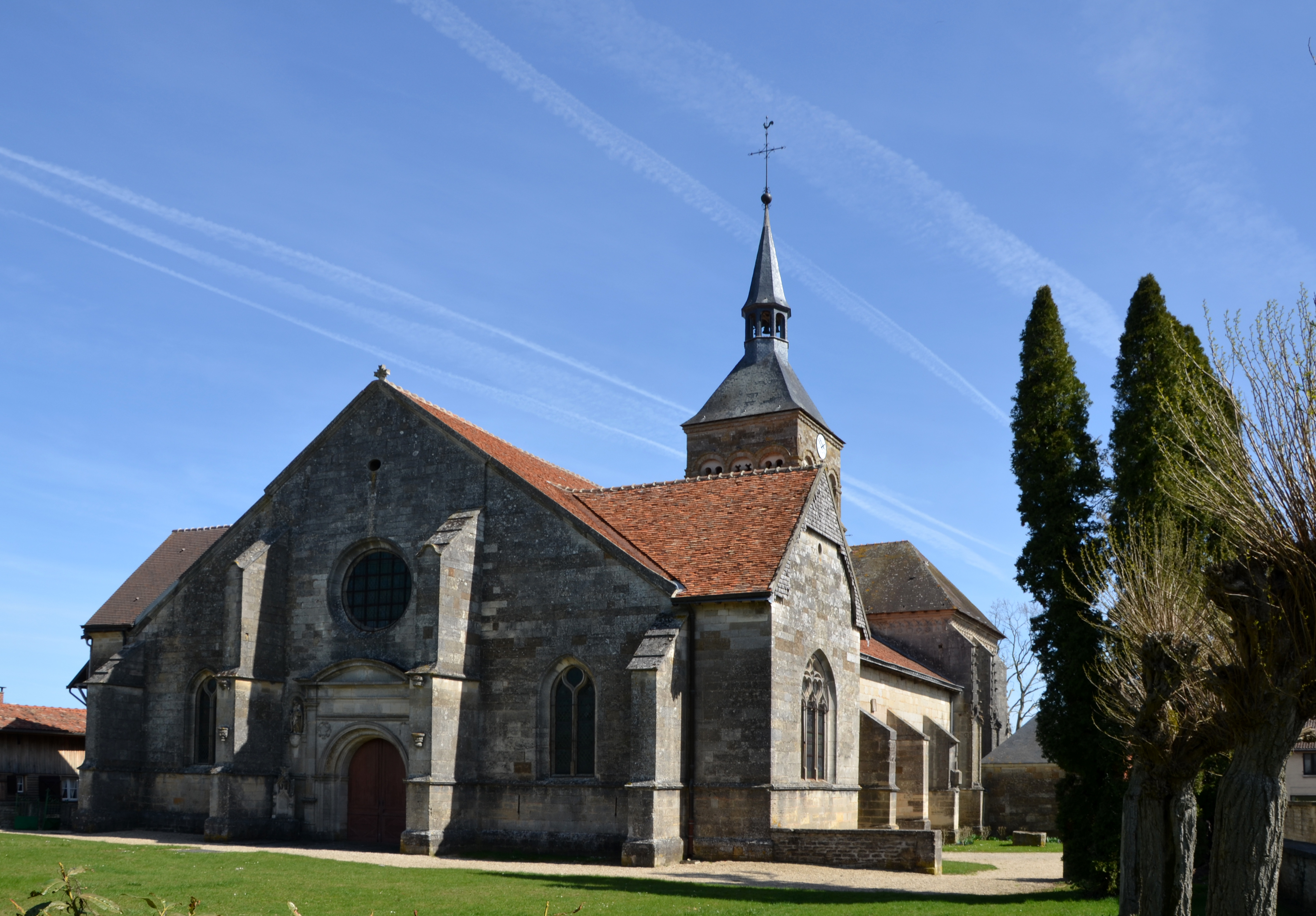
Pfarrkirche Saint-Remi

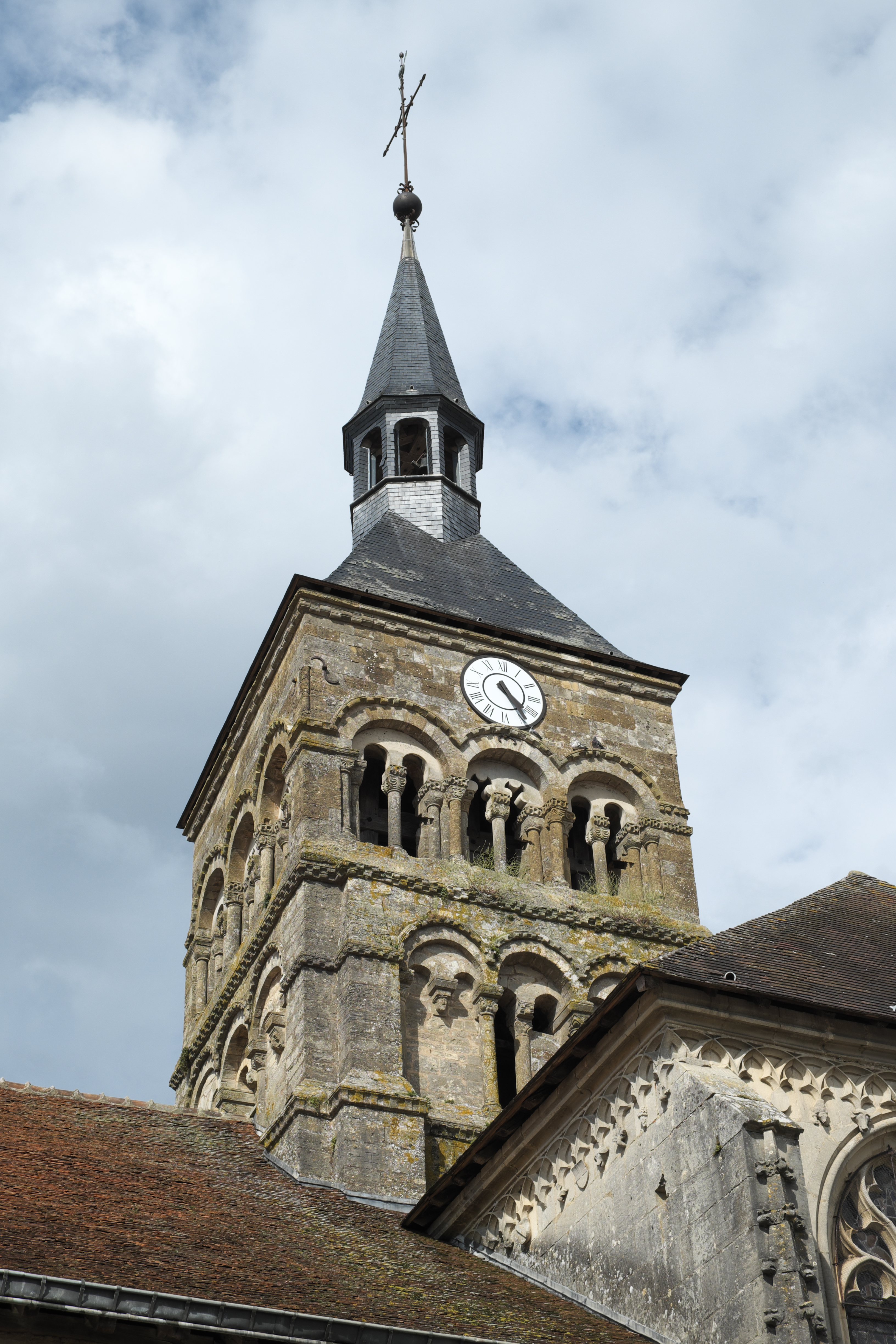
Romanischer Glockenturm

Die katholische Pfarrkirche Saint-Remi in Ceffonds, einer Gemeinde im Département Haute-Marne in der französischen Region Grand Est, wurde in der Mitte des 12. Jahrhunderts im Stil der Romanik begonnen und im 16. Jahrhundert im Stil der Gotik und der frühen Renaissance fertiggestellt. In der Kirche sind zahlreiche Bleiglasfenster aus dem frühen 16. Jahrhundert erhalten. Im Jahr 1862 wurde die dem heiligen Remigius von Reims geweihte Kirche als Monument historique in die Liste der Baudenkmäler in Frankreich aufgenommen.

## Geschichte
Der Glockenturm, die Vierung und ein Schiff des Querhauses stammen aus der Mitte des 12. Jahrhunderts. Der Chor wurde zu Beginn des 16. Jahrhunderts im Stil der Flamboyant-Gotik errichtet, 1511 setzte man die Bleiglasfenster ein. 1513 entstand das zweite Querhausschiff, das im gleichen Jahr seine Fensterverglasung erhielt. Zwischen 1524 und 1562 folgten Haupt- und Seitenschiffe. 1562 wurden die Westfassade und die westlichen Seitenkapellen im Stil der Renaissance fertiggestellt. Wie die Jahreszahlen 1635, 1669 und 1741 auf den Schlusssteinen belegen, erfolgte im 17. und 18. Jahrhundert eine Erneuerung der Gewölbe. Nach dem teilweisen Einsturz des Glockenturms im Jahr 1812 wurde er – wie auch die Bleiglasfenster – restauriert.

## Architektur

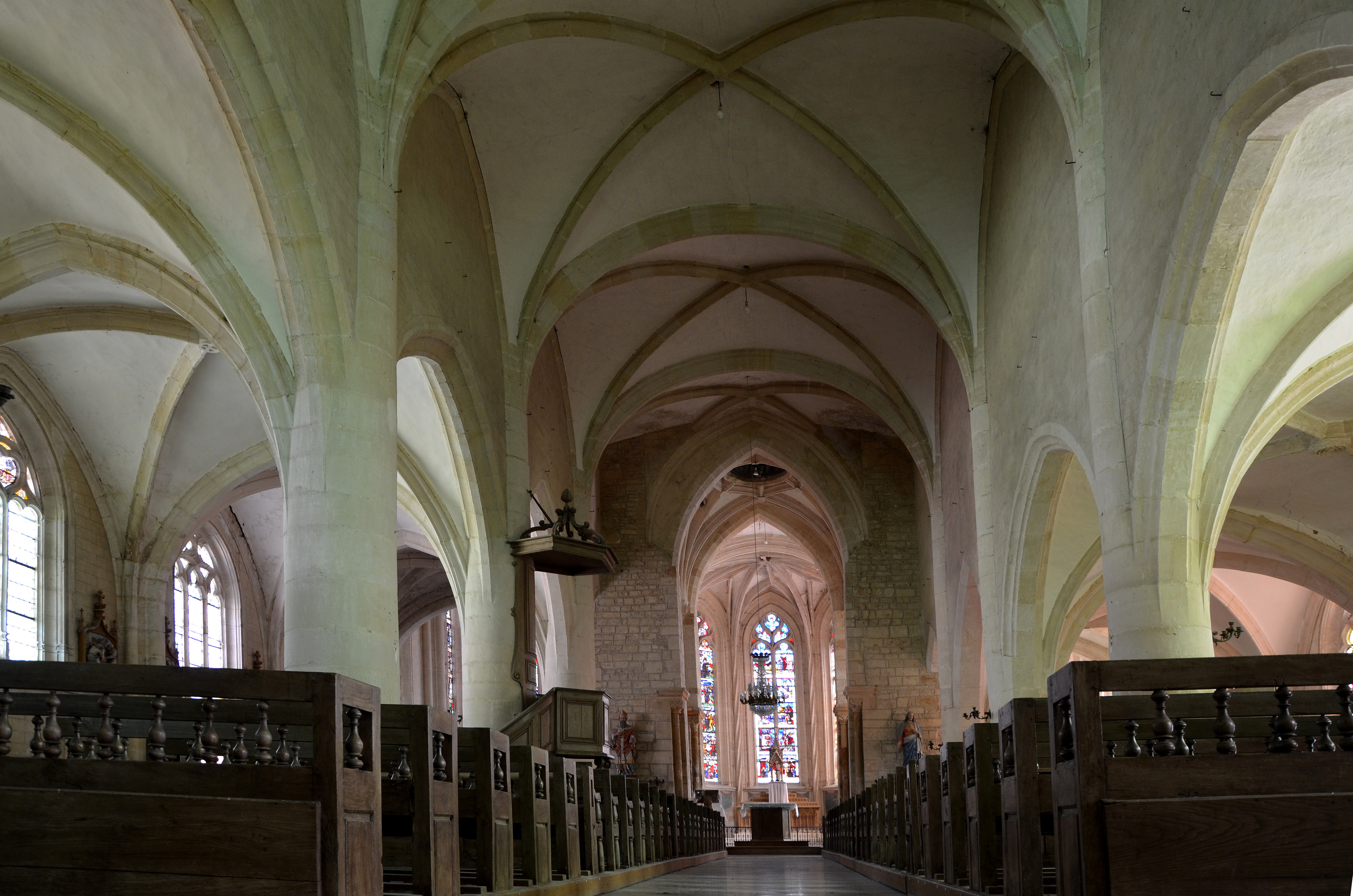
Innenraum

### Außenbau
Über der Vierung erhebt sich der quadratische Glockenturm. Seine beiden Stockwerke sind auf allen vier Seiten von je drei rundbogigen Öffnungen durchbrochen. Diese werden auf dem oberen Stockwerk von Mittelsäulen und seitlich von Halbsäulen getragen. Auf dem unteren Stockwerk sind die seitlichen Arkaden geschlossen, die Blendbögen ruhen auf Konsolen, die mit Menschen- oder Tierköpfen skulptiert sind. Die Kapitelle der Säulen sind mit geometrischen Motiven verziert. Die beiden Stockwerke werden durch Röllchenfriese gegliedert, die auch über den Archivolten der Arkadenbögen verlaufen. Bekrönt wird der Turm von einer schiefergedeckten Pyramide mit oktogonalem Aufsatz.
Die Westfassade wird von weit vorstehenden, abgetreppten Strebepfeilern gestützt. Sie ist in der Mitte von einem Rundfenster und auf beiden Seiten von einem Spitzbogenfenster durchbrochen.
West- und Südportal sind im Stil der Renaissance gestaltet. Das Südportal wird von kannelierten Pilastern gerahmt und von einem Dreiecksgiebel bekrönt. Das rundbogige Westportal ist mit der Jahreszahl 1562 bezeichnet. Es ist zwischen den beiden mittleren Strebepfeilern eingebettet und von Figurennischen umgeben. Es wird von einem Segmentgiebel überfangen und ist ebenfalls von Pilastern gerahmt.

### Innenraum
Das dreischiffige Langhaus ist in vier Joche gegliedert. An das Langhaus schließt sich ein zweischiffiges Querhaus an. Der Chor mündet in eine Apsis mit Fünfachtelschluss. An das westliche Langhausjoch sind auf beiden Seiten Kapellen angebaut.

## Renaissancefenster
Fenster 0: Kreuzabnahme und Grablegung
Das zentrale Chorfenster stellt im Maßwerk Christus am Kreuz dar. Die Scheiben der beiden Lanzetten sind der Kreuzabnahme, der Grablegung und der Höllenfahrt Christi gewidmet. Auf den unteren Scheiben sind die Stifter, links mit dem heiligen Nikolaus, der durch die drei Scholaren im Pökelfass zu erkennen ist, und rechts ebenfalls mit einem Bischof vertreten.

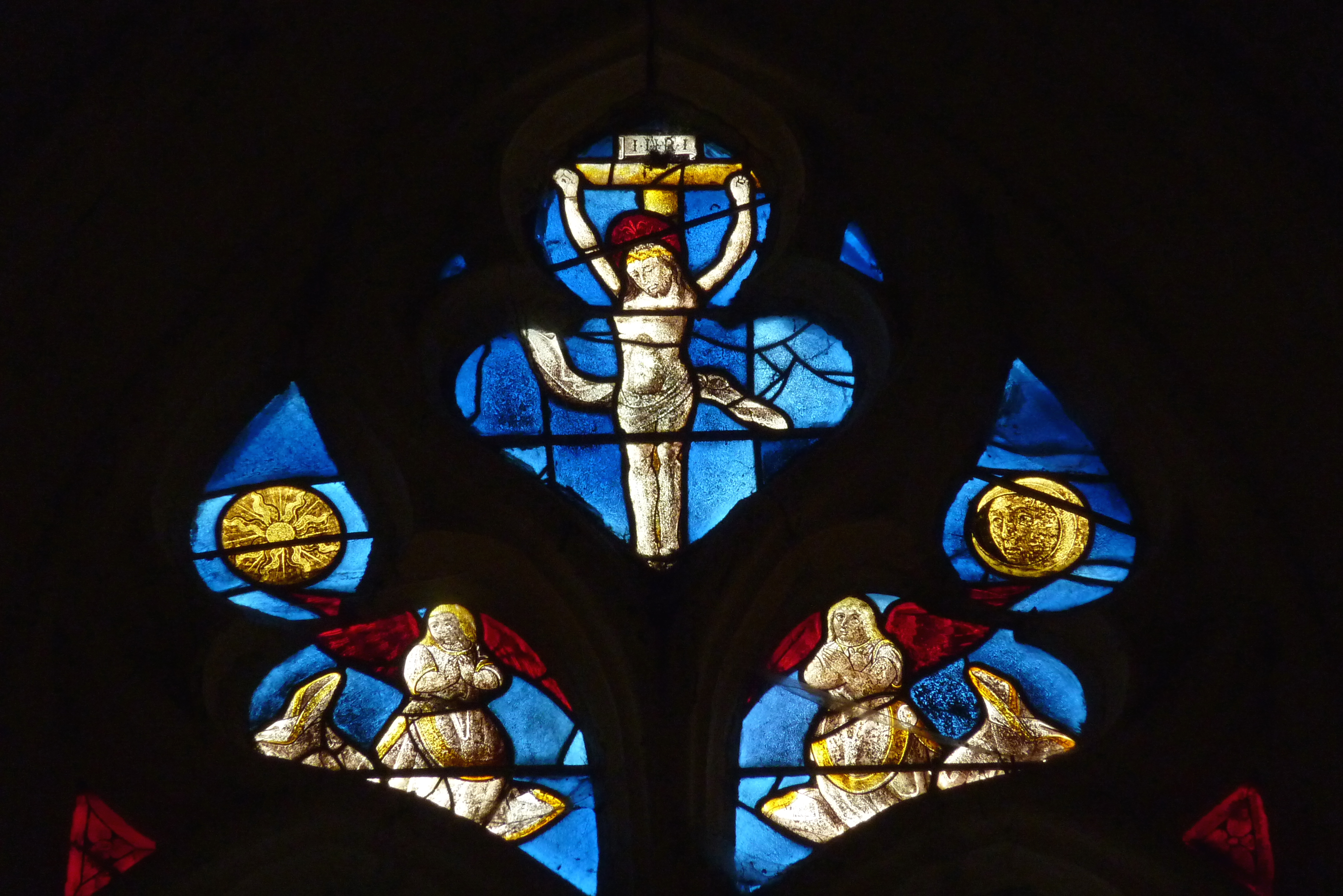
Christus am Kreuz
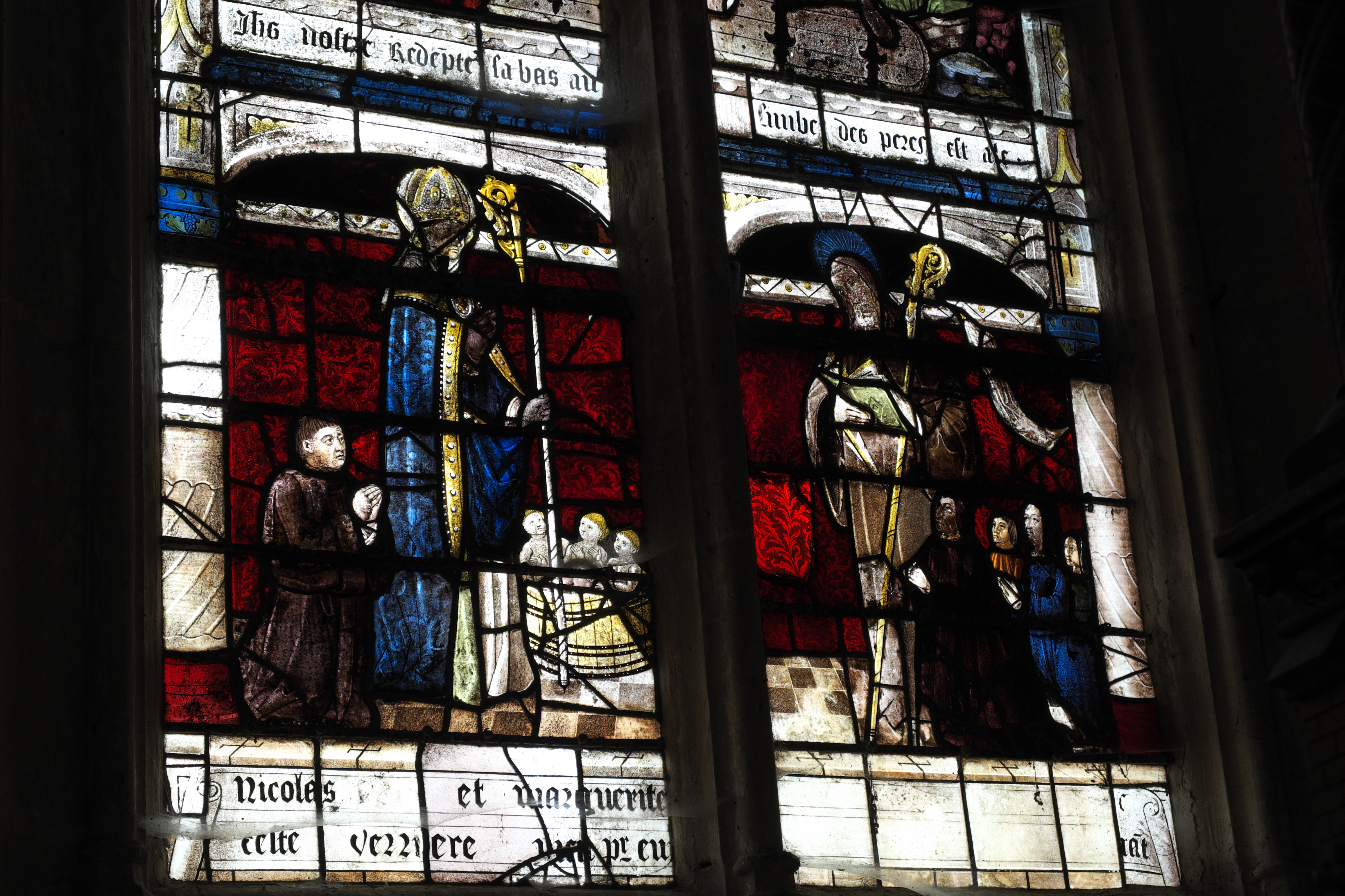
Christus am Kreuz, Stifter
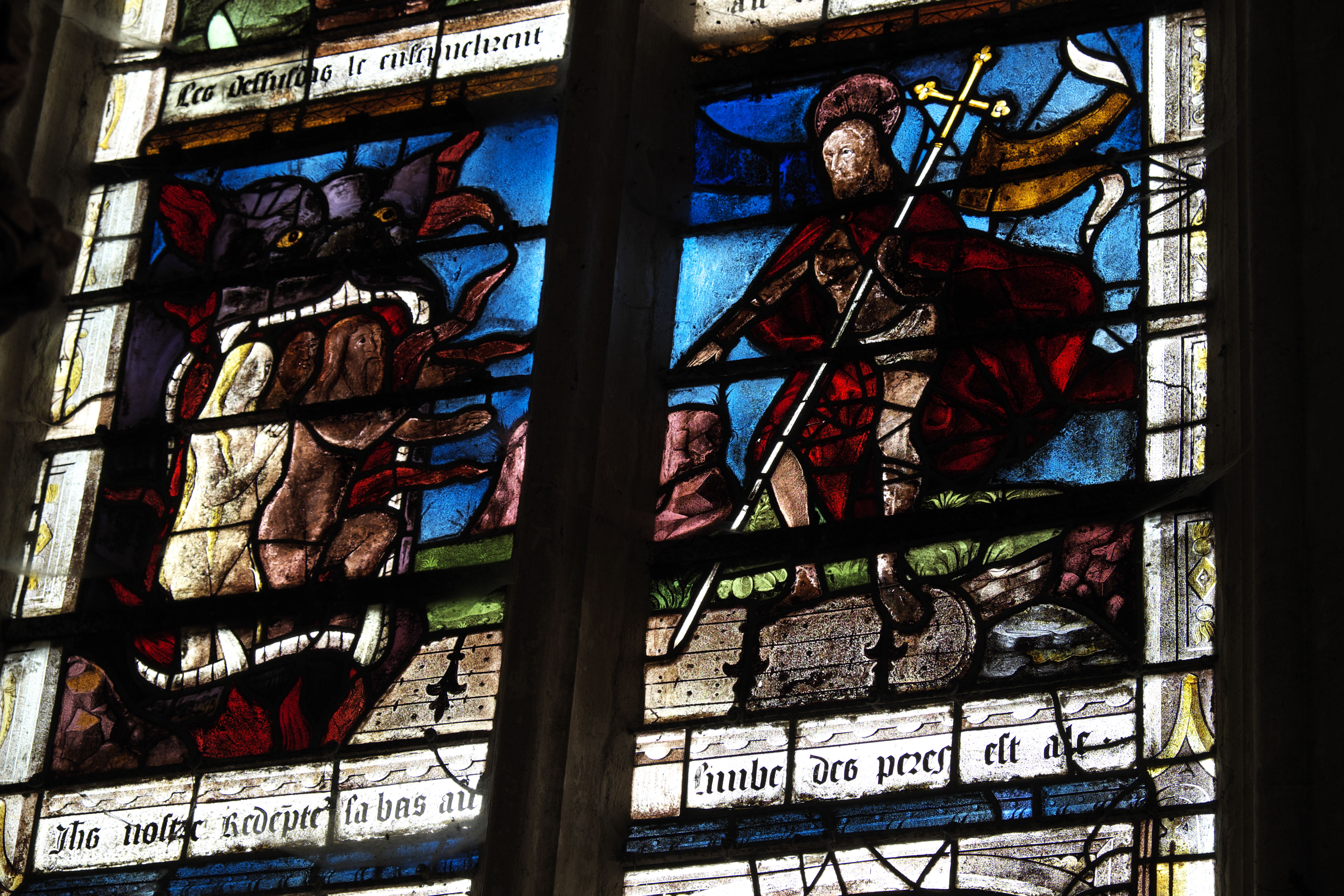
Höllenfahrt Christi

Fenster 1: Szenen der Passion
Auf dem rechten Chorfenster sind die Szenen der Leidensgeschichte Jesu dargestellt: Einzug in Jerusalem, Letztes Abendmahl, Jesus und die schlafenden Jünger am Ölberg, Verrat des Judas und Petrus, der dem Malchus mit dem Schwert ein Ohr abschlägt, Geißelung und Dornenkrönung, Jesus vor Pontius Pilatus und Jesus trägt das Kreuz. Die unteren Scheiben stellen die Stifterfamilie dar, links die Gemahlin des Stifters mit ihren Töchtern in der Obhut eines Märtyrers und rechts den Stifter mit seinen Söhnen in der Obhut eines Apostels.
Fenster 2: Erscheinungen Jesu
Auf den beiden oberen Scheiben wird die Auferstehung Christi dargestellt. Die anderen Szenen schildern, wie der Auferstandene seiner Mutter Maria, Maria Magdalena (Noli me tangere), den Emmaus-Jüngern und den Aposteln erscheint. Der ungläubige Thomas überwindet seinen Zweifel erst, nachdem er seinen Finger in die Wunde Jesu legt. Die unteren Scheiben präsentieren den Stifter mit dem heiligen Nikolaus und seine Gemahlin mit der heiligen Barbara.
Fenster 3: Szenen aus dem Leben des heiligen Remigius
Das Fenster ist dem Schutzpatron der Kirche gewidmet. Eine Szene erinnert an die Taufe des Frankenkönigs Chlodwig I., der sich um das Jahr 500 nach seiner Bekehrung zum katholischen Glauben von Bischof Remigius in der Kathedrale von Reims taufen ließ. Auf den beiden unteren Scheiben sind die Stifter dargestellt.
Fenster 4: Adam und Eva
Die einzelnen Szenen stellen die Erschaffung von Adam und Eva dar, den Sündenfall und die Vertreibung aus dem Paradies. Nachdem Adam und Eva vom Baum der Erkenntnis gegessen haben, erkennen sie, dass sie nackt sind. Gott verflucht die Schlange, in einer anderen Szene zertritt Maria, von einem Strahlenkranz umgeben, der von zwei Engeln gehalten wird, die Schlange, die hier als geflügelter Drache dargestellt ist.

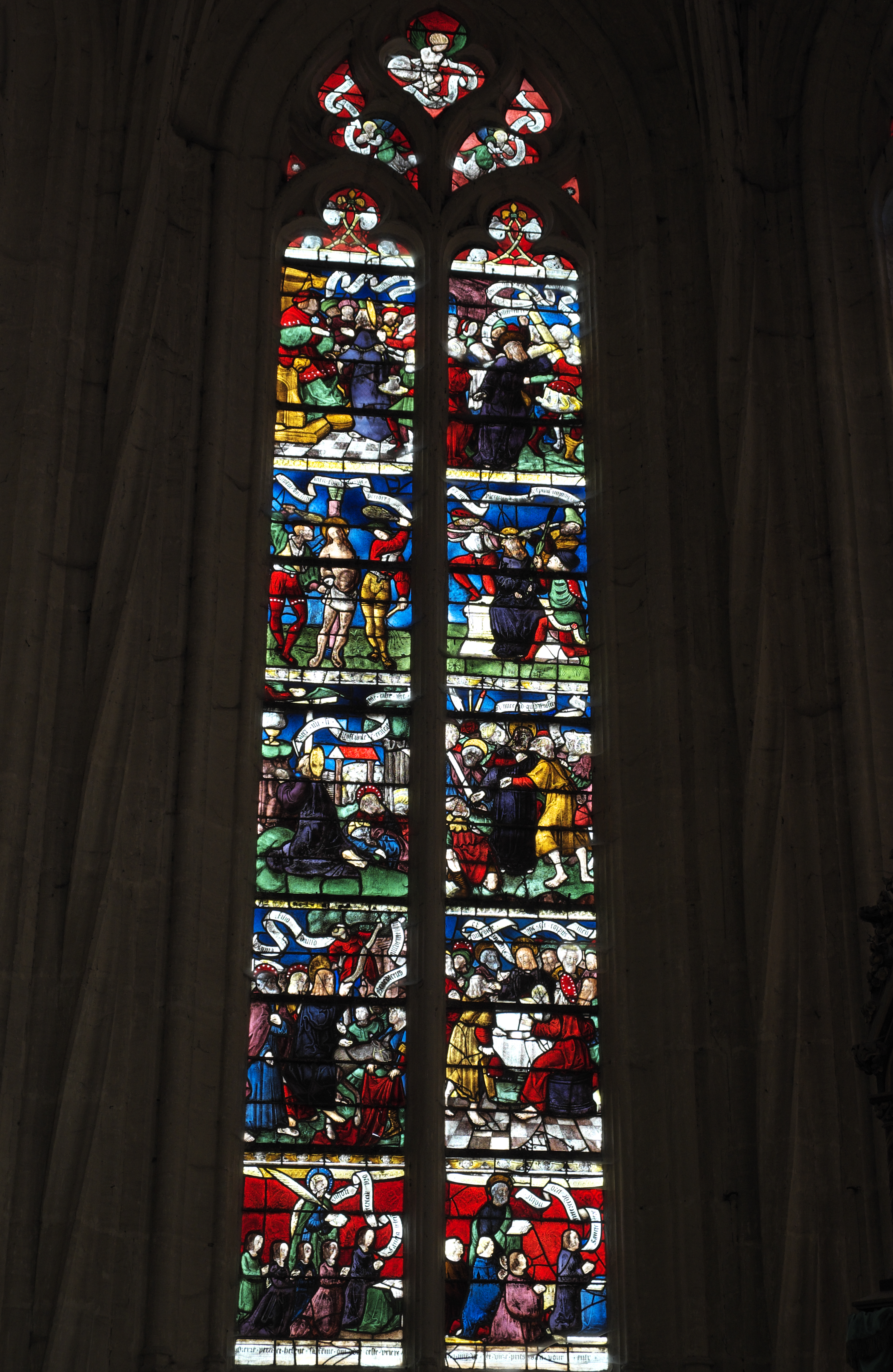
Fenster der Passion
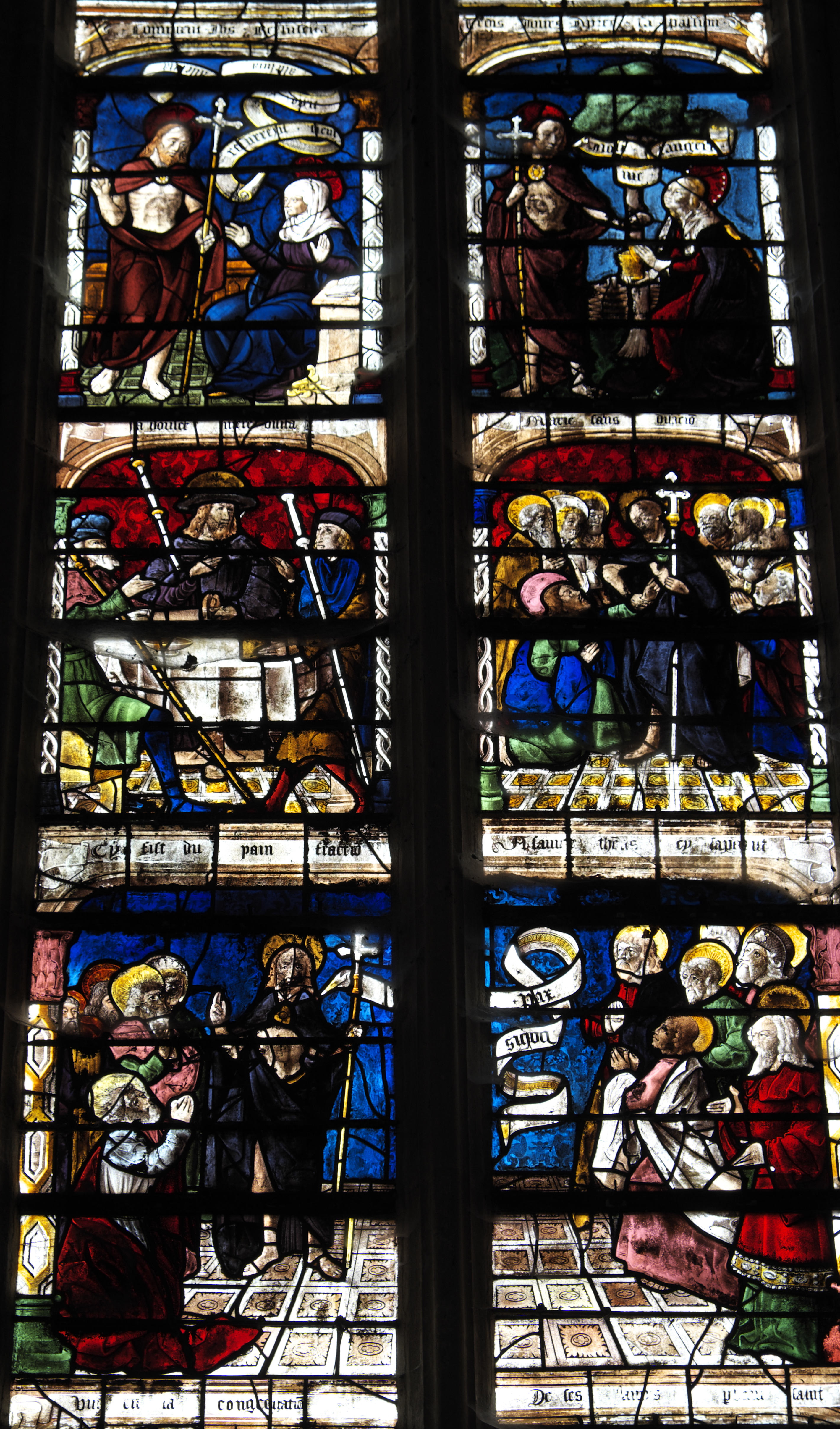
Erscheinungen Jesu
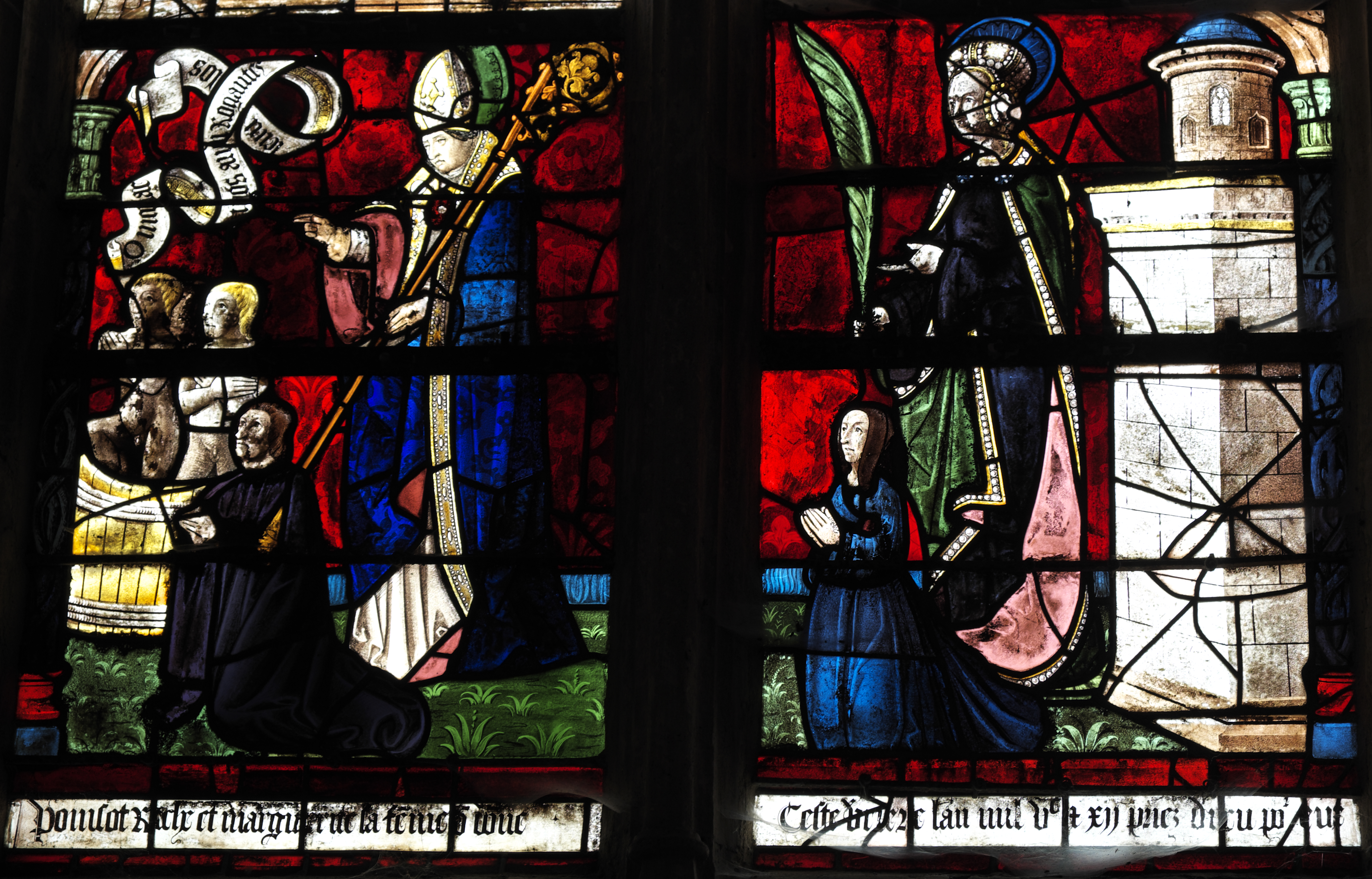
Stifter mit dem heiligen Nikolaus, Stifterin mit der heiligen Barbara
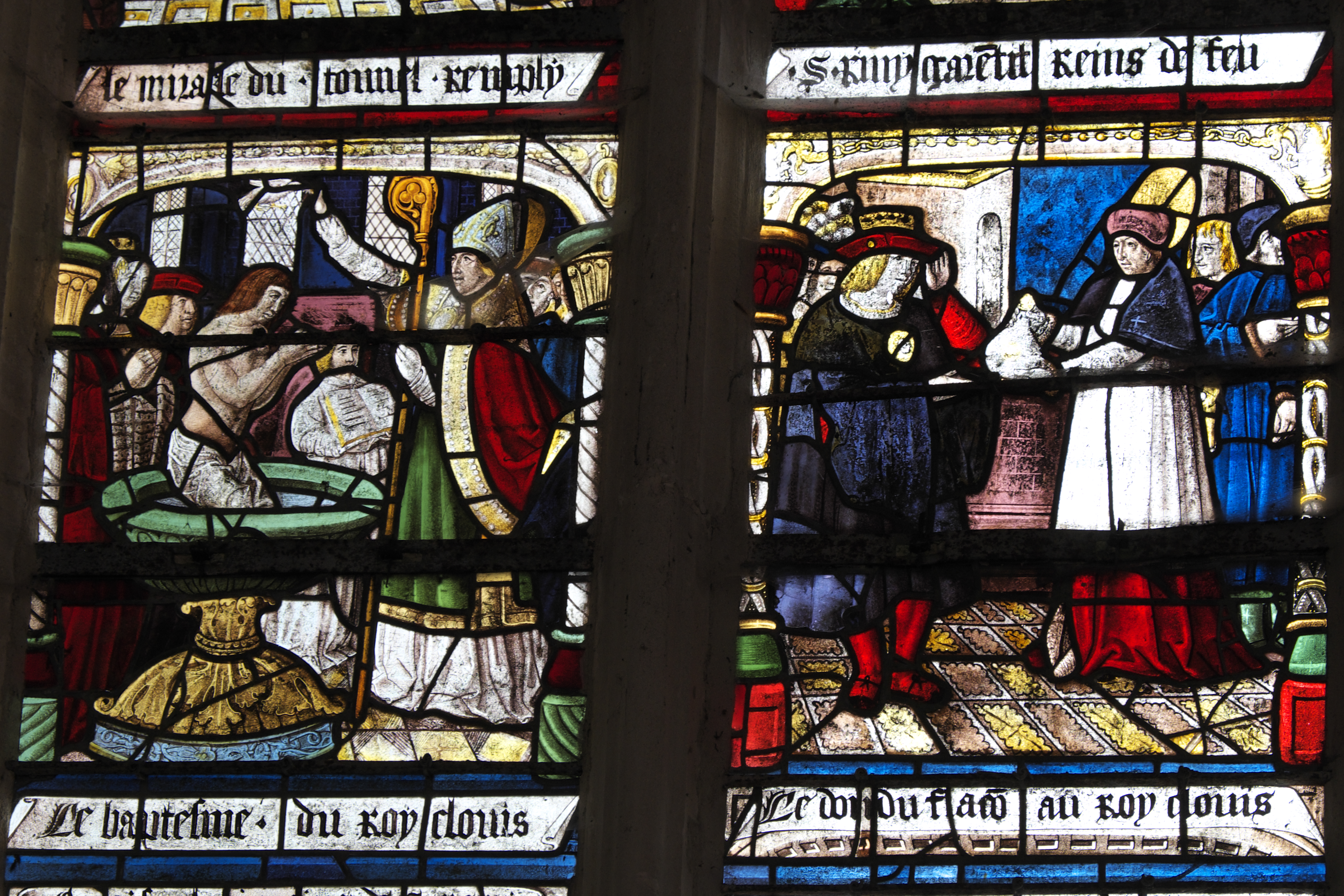
Taufe Chlodwigs
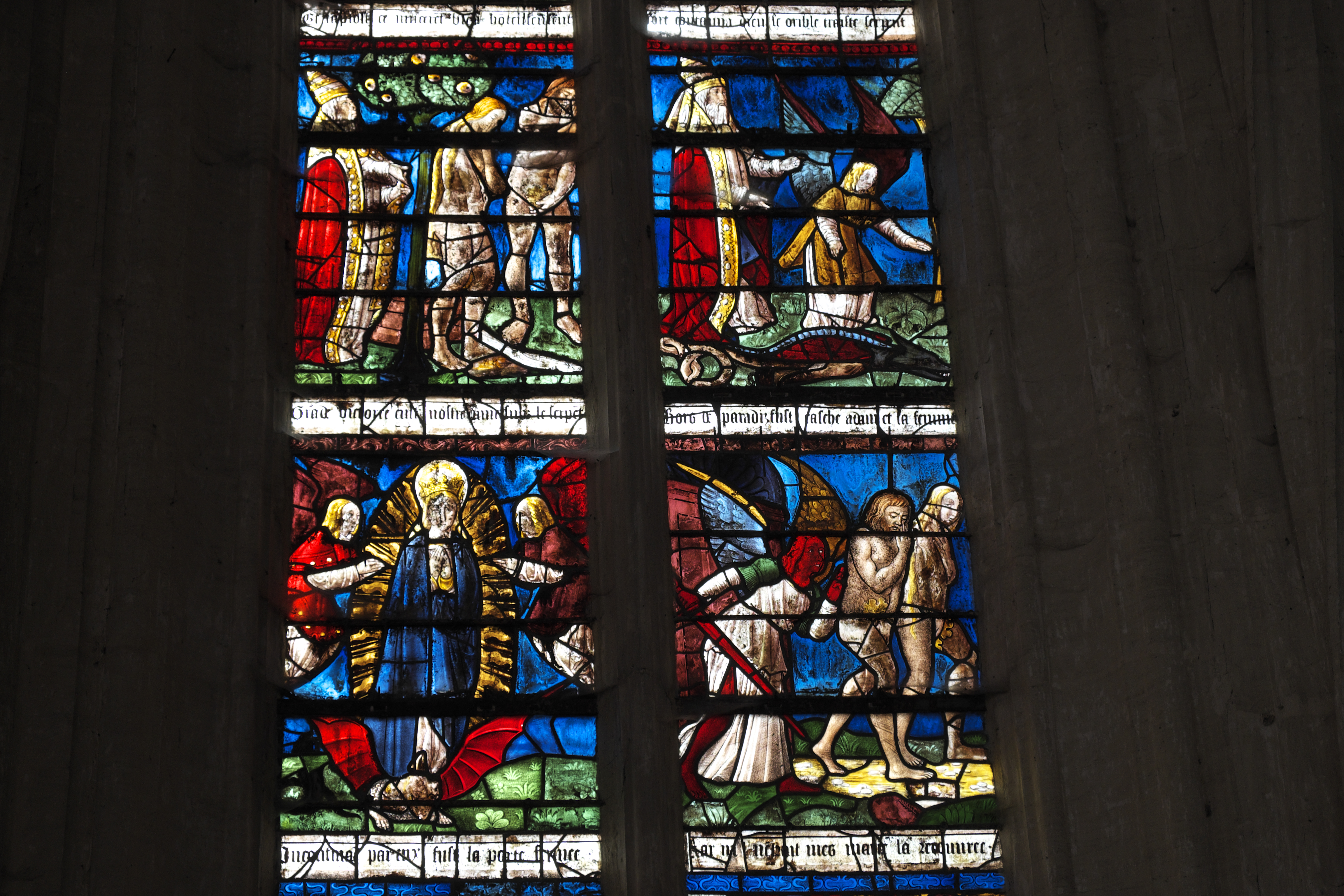
Vertreibung aus dem Paradies

Fenster 5: Martyrium der Brüder Crispinus und Crispinianus
Das Fenster stellt das Martyrium der Brüder Crispinus und Crispinianus dar. Sie werden in einem Kessel mit siedendem Öl gesetzt, dem sie unversehrt entsteigen. Sie werden an Säulen gefesselt und gegeißelt. Sie werden an Seilen aufgehängt und es wird ihnen die Haut abgezogen. Mit Mühlsteinen um den Hals stößt man sie ins Wasser, aus dem sie sich ebenfalls retten können. Schließlich werden sie enthauptet, ihre Leichname werden in einer Kapelle bestattet.
Fenster 6: Wurzel Jesse

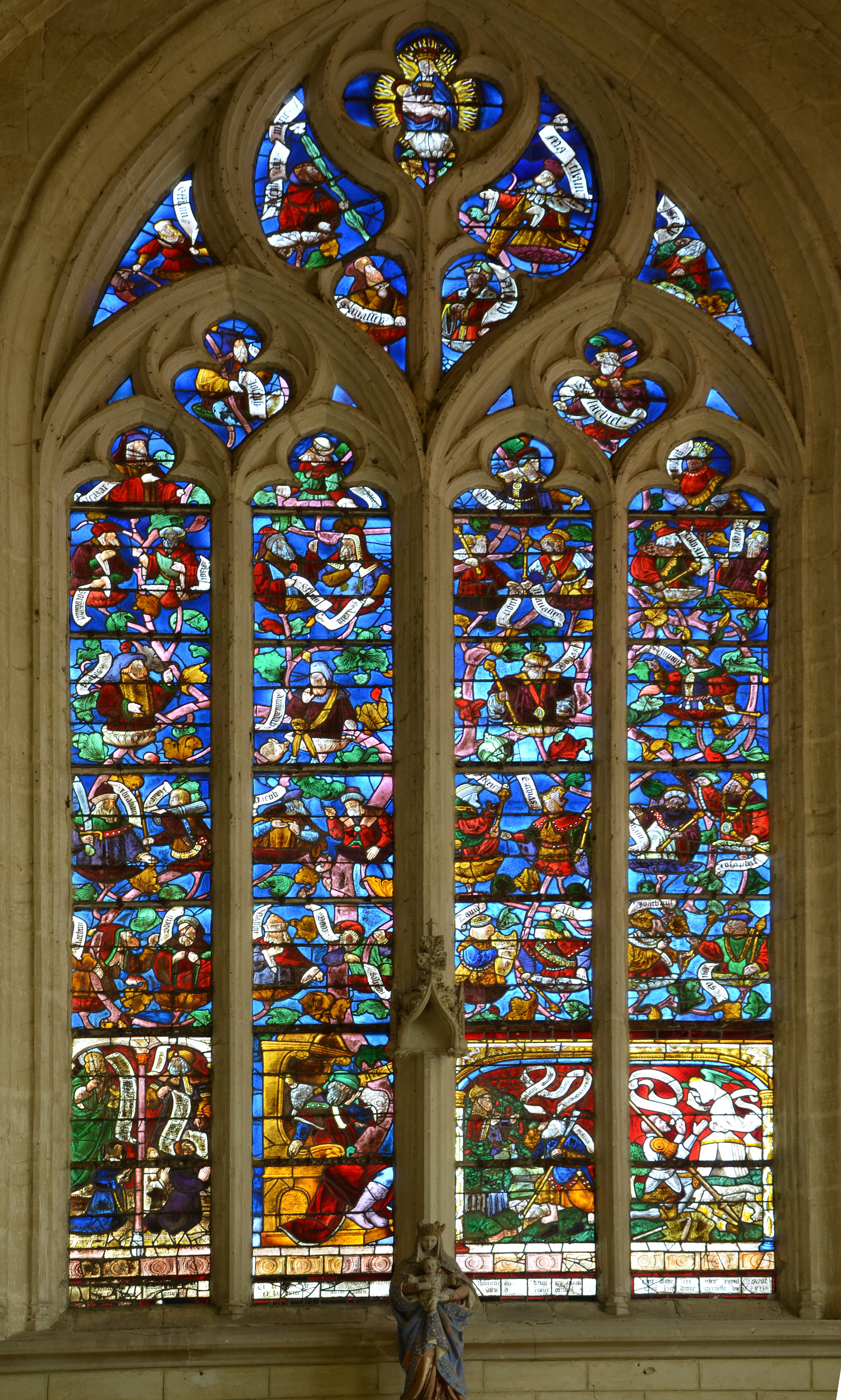
Wurzel Jesse
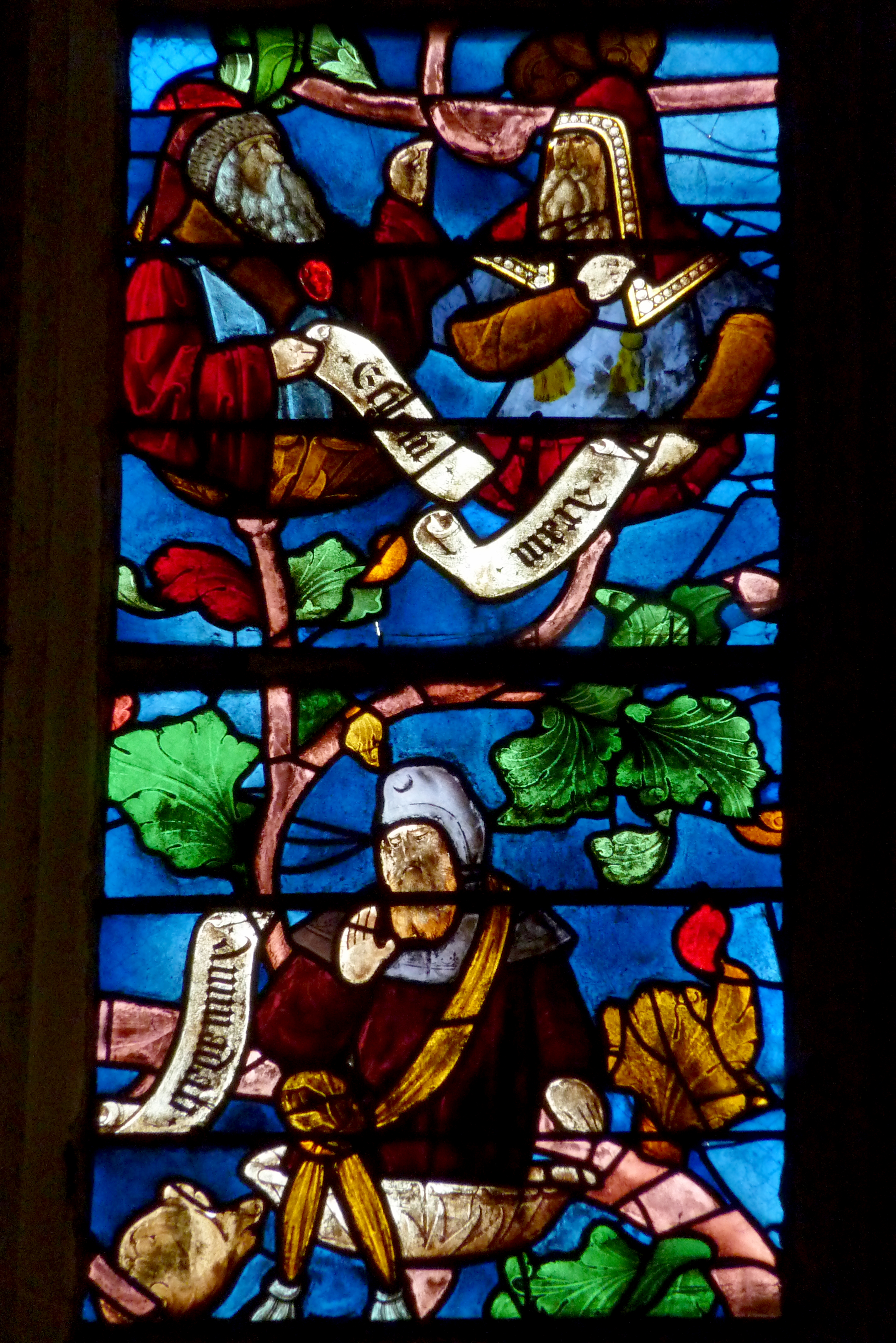
Wurzel Jesse (Ausschnitt)
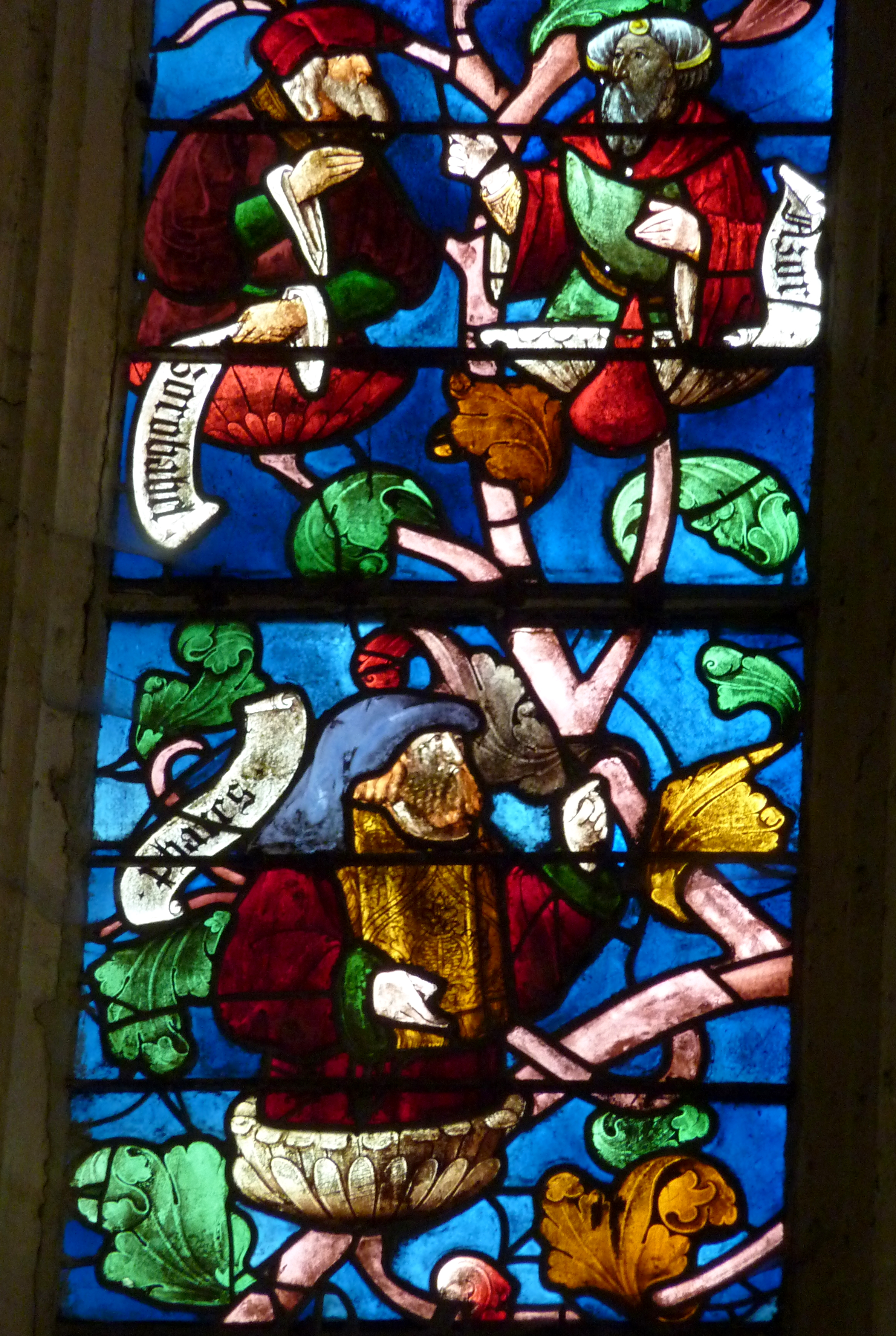
Wurzel Jesse (Ausschnitt)

Fenster 7: Heiliger Hubertus und heiliger Sebastian
Das Fenster stellt Szenen der Legende des heiligen Hubertus und das Martyrium des heiligen Sebastian dar, auf den unteren Scheiben Stifter und Stiftererinnen in Begleitung von Heiligen und Bischöfen.
Fenster 8: Szenen aus dem Marienleben
Das Fenster ist dem Marienleben gewidmet. In der unteren Reihe sind links zwei Stifter mit ihren Schutzpatronen dargestellt. Die nächsten drei Scheiben schildern die Begegnung Annas und Joachims an der Goldenen Pforte, es folgt die Geburt Marias und ihre Vermählung mit Joseph. Die Szenen darüber stellen die Verkündigung, die Heimsuchung und die Geburt Christi dar, die ein Engel den Hirten auf der äußeren rechten Scheibe verkündet. In den oberen Szenen werden die Anbetung der Heiligen Drei Könige dargestellt, die Präsentation Jesu im Tempel, der Tod Marias und ihre Himmelfahrt, im Maßwerk ihre Krönung.

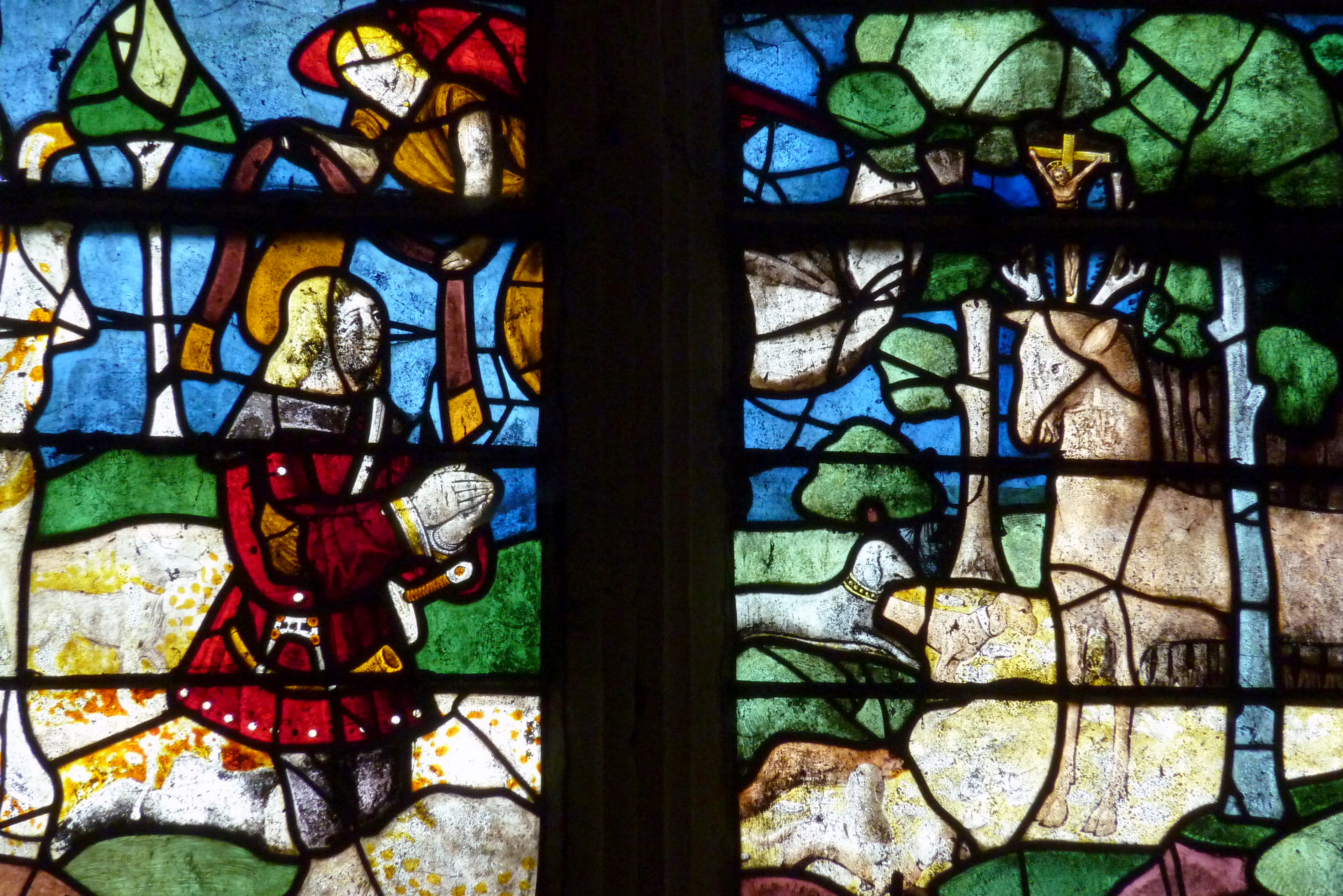
Heiliger Hubertus
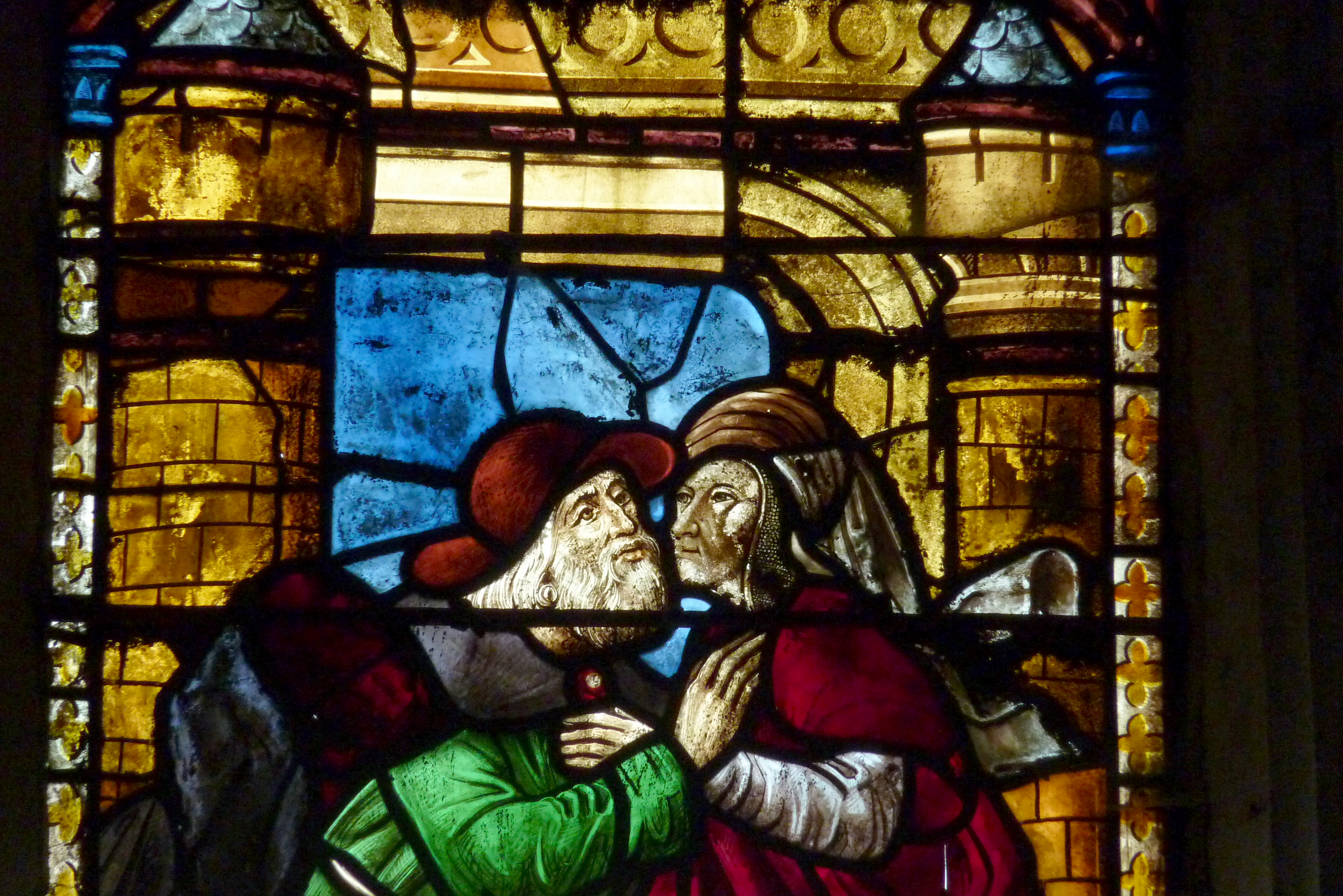
Begegnung Annas und Joachims an der Goldenen Pforte
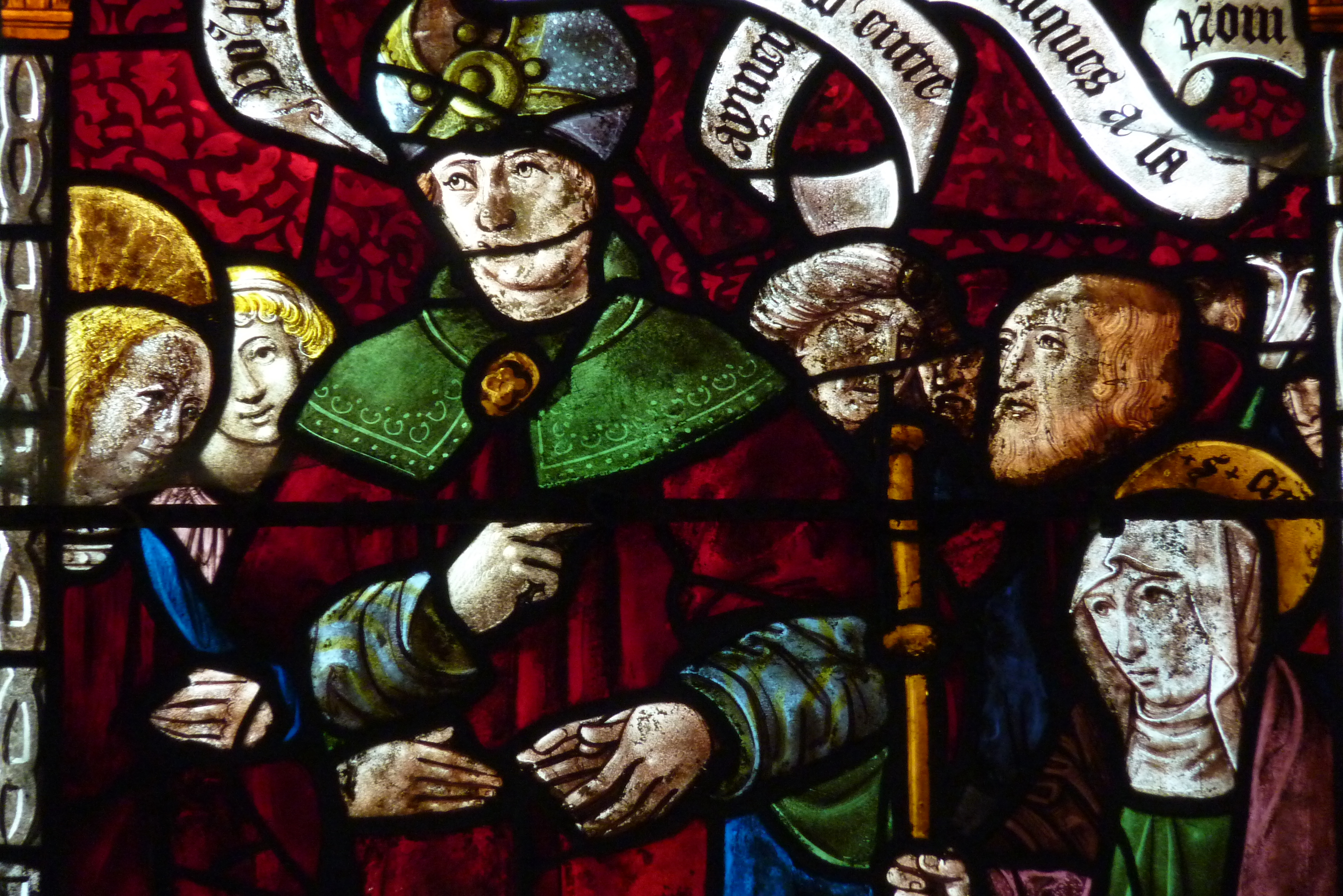
Vermählung von Maria und Joseph
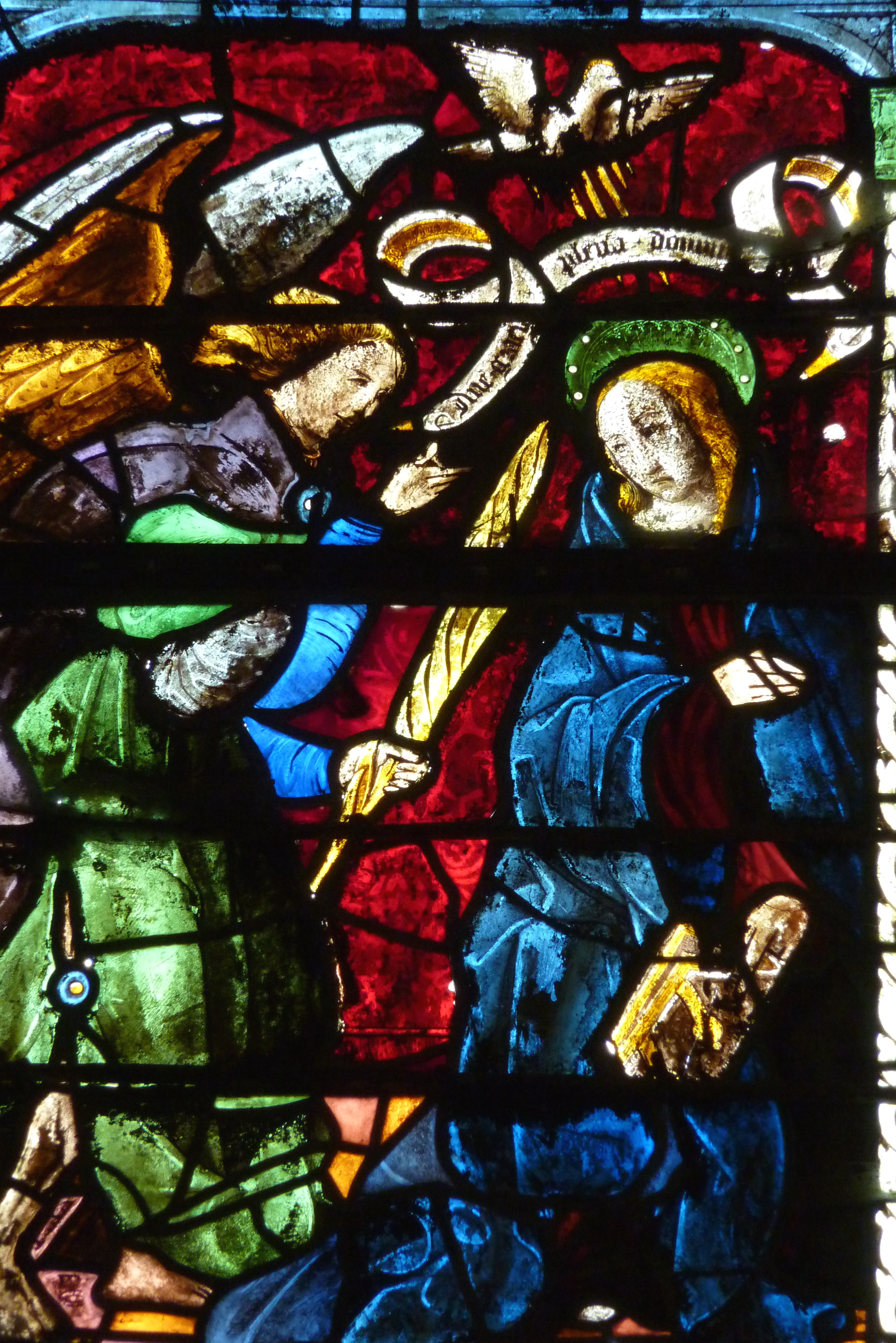
Verkündigung
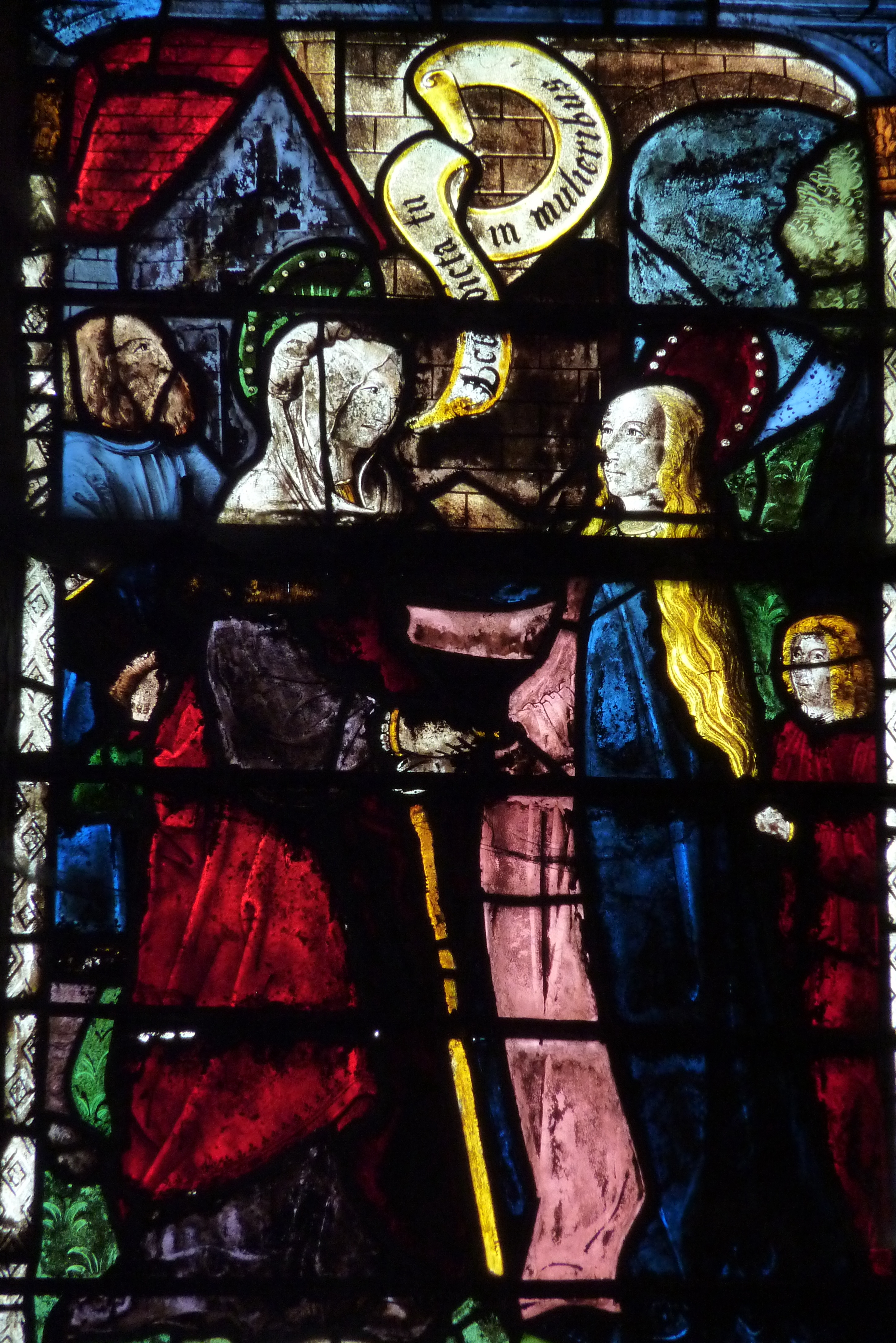
Heimsuchung

Fenster 9, 11 und 12
Diese Fenster stellen jeweils Szenen aus dem Leben des Johannes des Täufers (Fenster 9), die Steinigung des heiligen Stephanus (Fenster 11) sowie den heiligen Nikolaus (Fenster 12) dar.

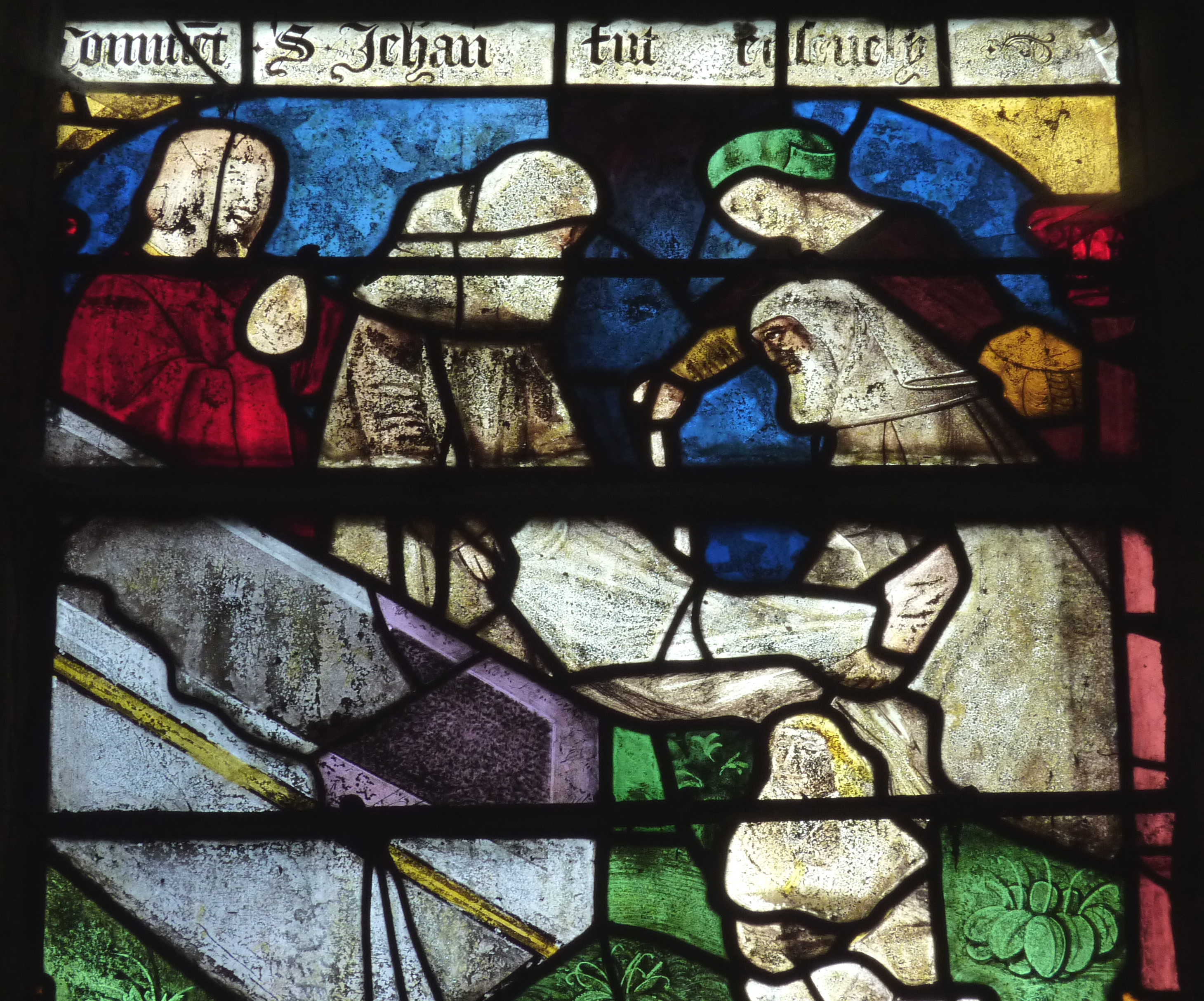
Bestattung des Johannes des Täufers
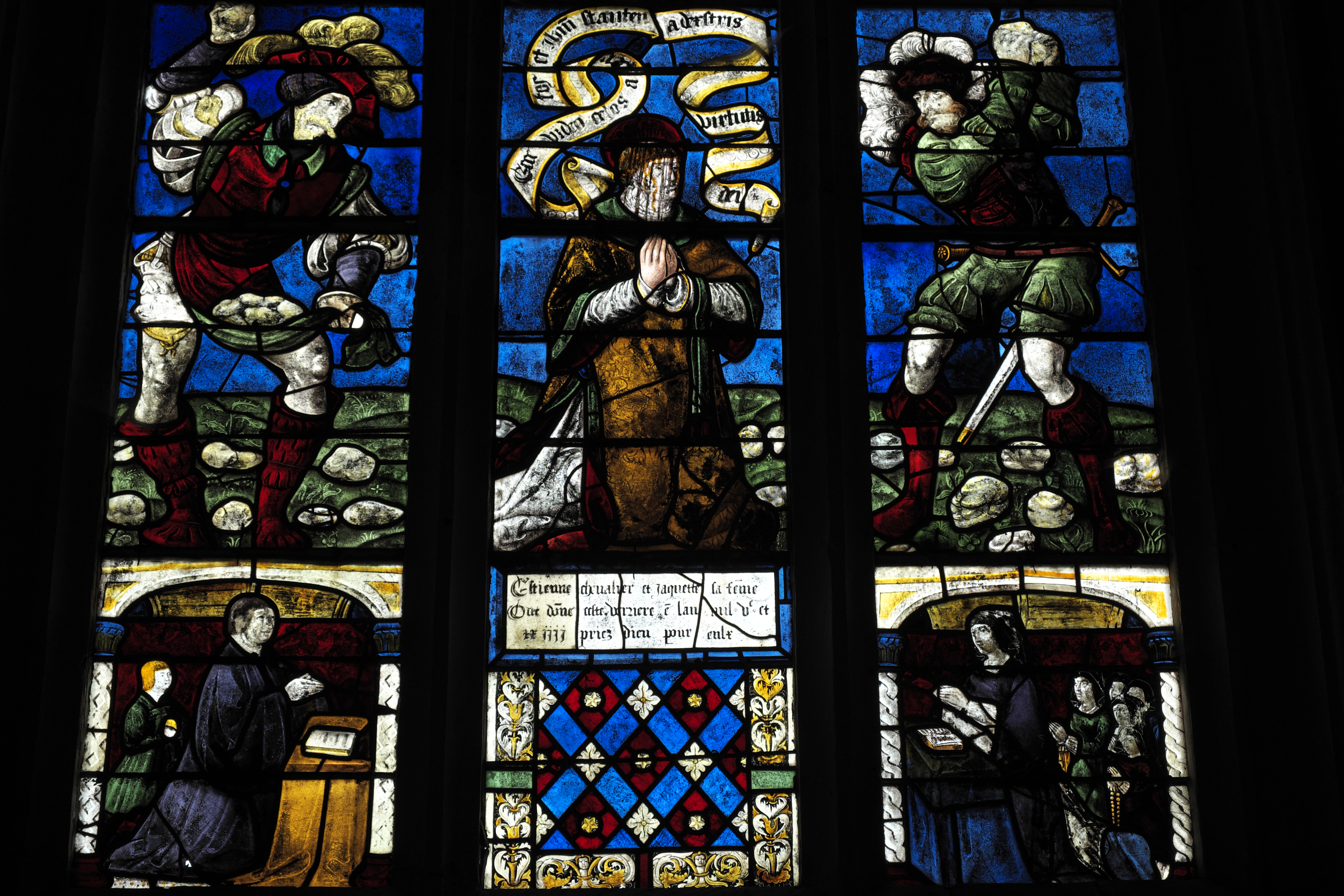
Steinigung des heiligen Stephanus
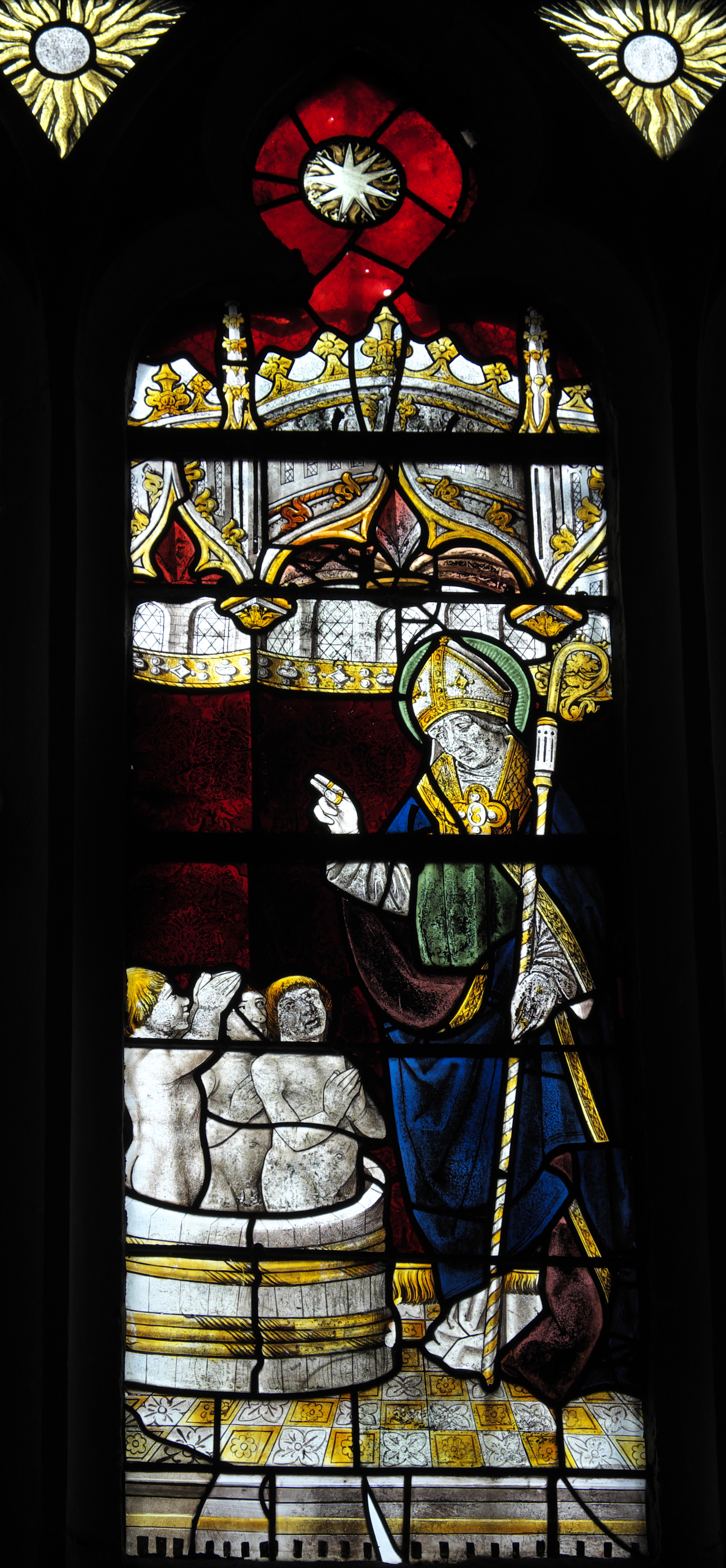
Heiliger Nikolaus

Fenster 14: Heilige Katharina, heilige Margareta und heilige Barbara
Auf dem Fenster werden die drei Heiligen und Märtyrerinnen, die auch zu den Vierzehn Nothelfern gezählt werden, mit ihren Attributen dargestellt: die heilige Katharina mit Schwert und Rad, die heilige Margareta mit einem Drachen und die heilige Barbara mit einem Turm. Im Maßwerk sieht man zwei Engel und die personifizierten Darstellungen von Sonne und Mond.

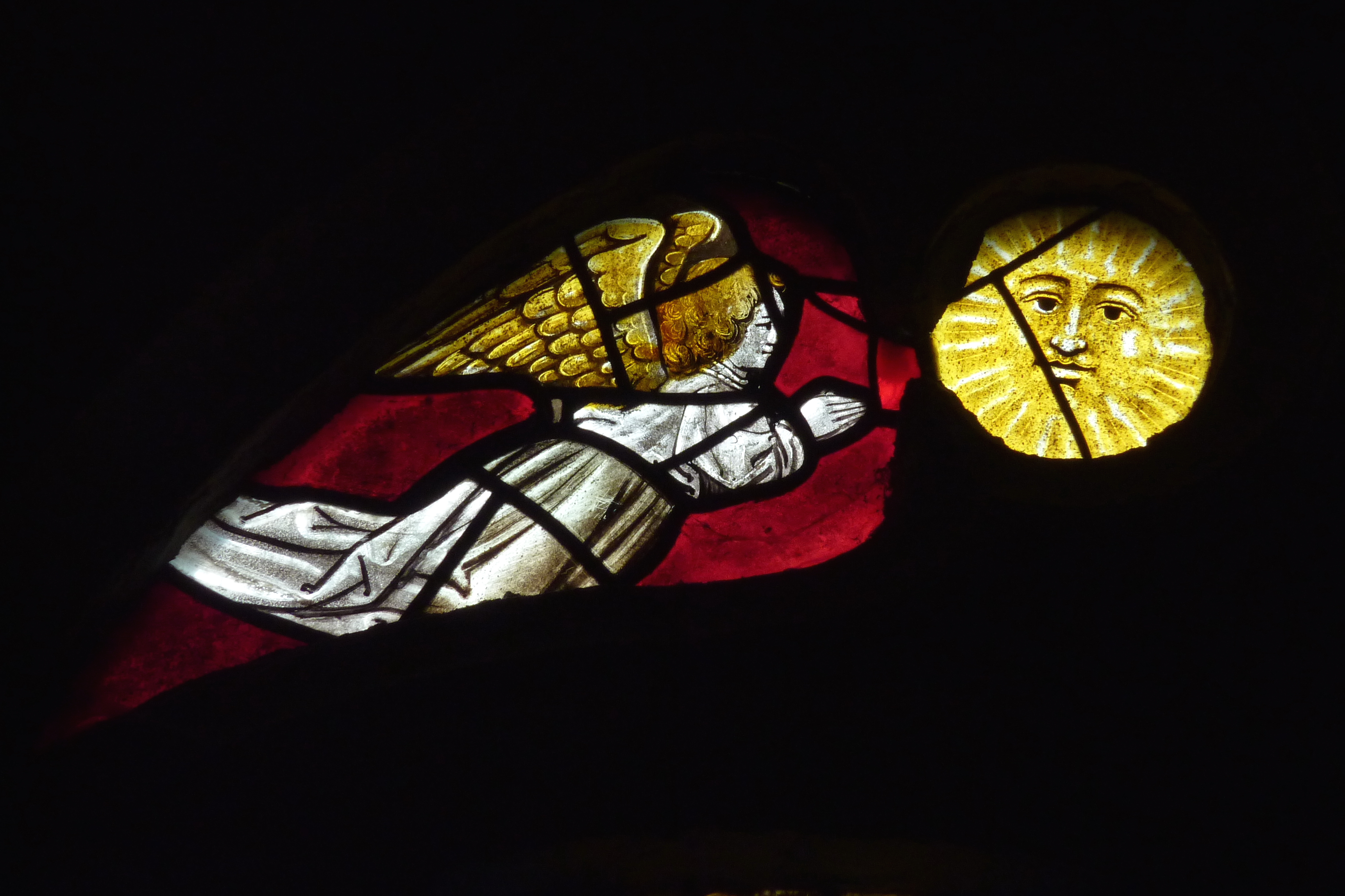
Engel und Sonne
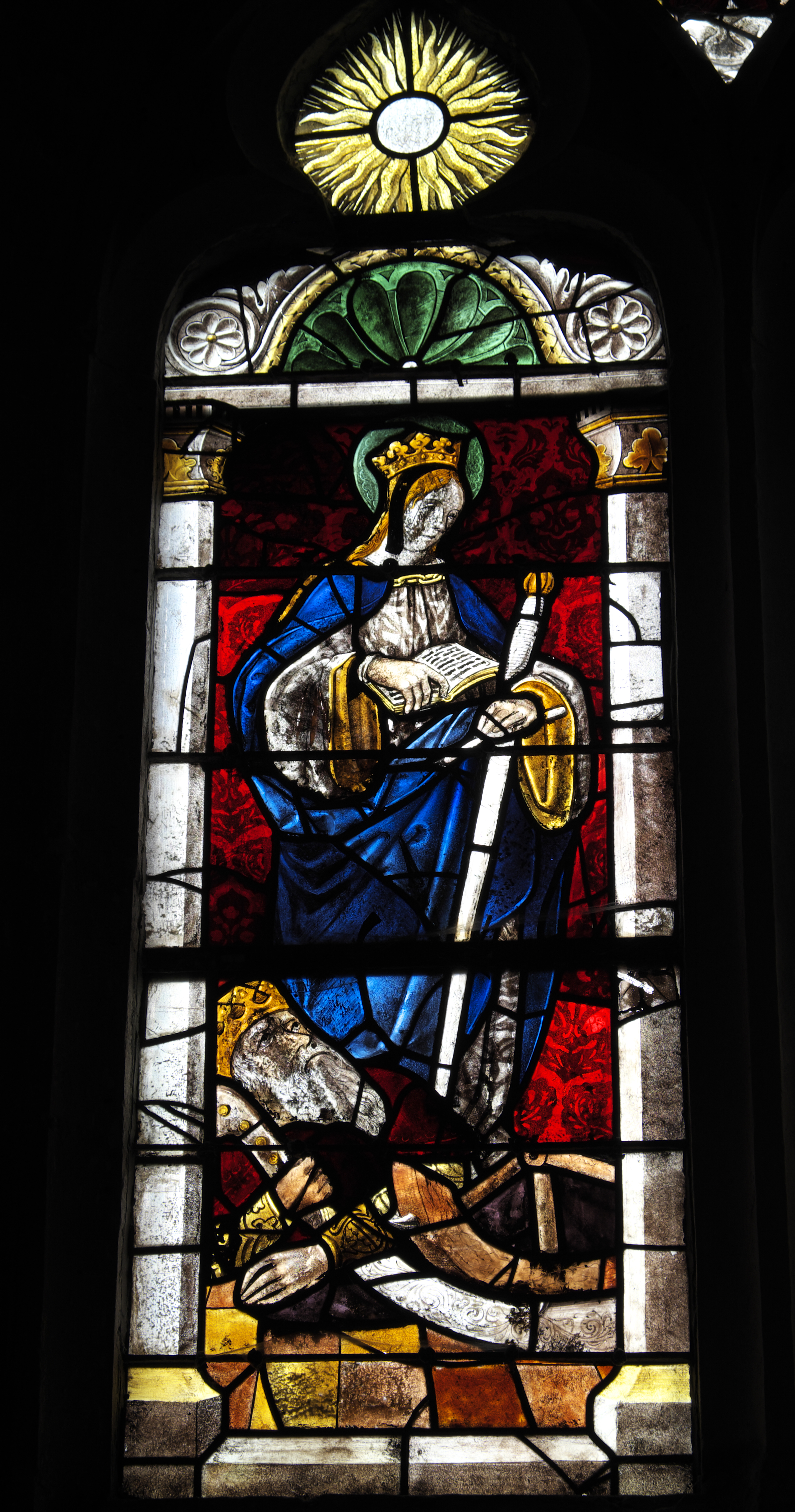
Heilige Katharina
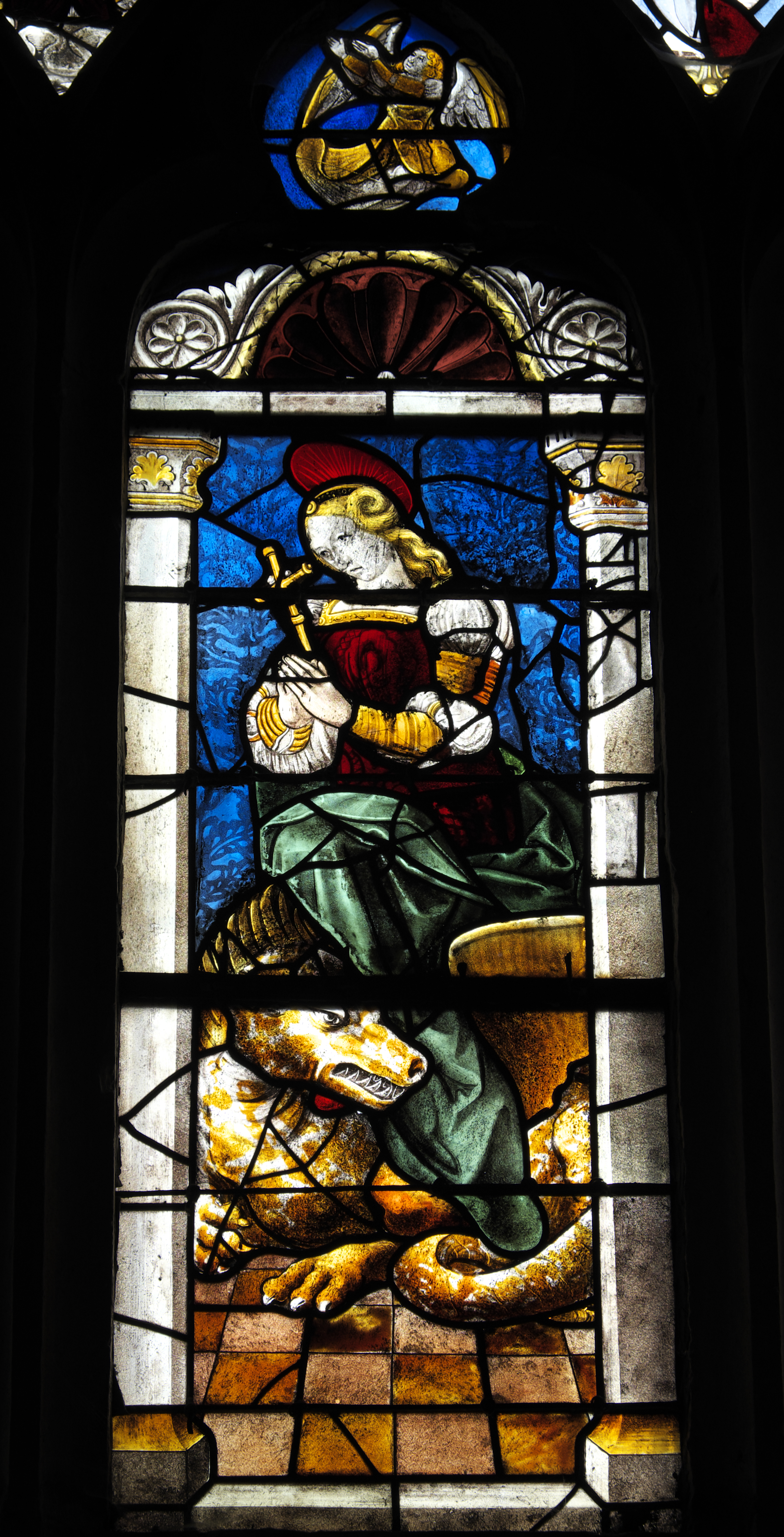
Heilige Margareta
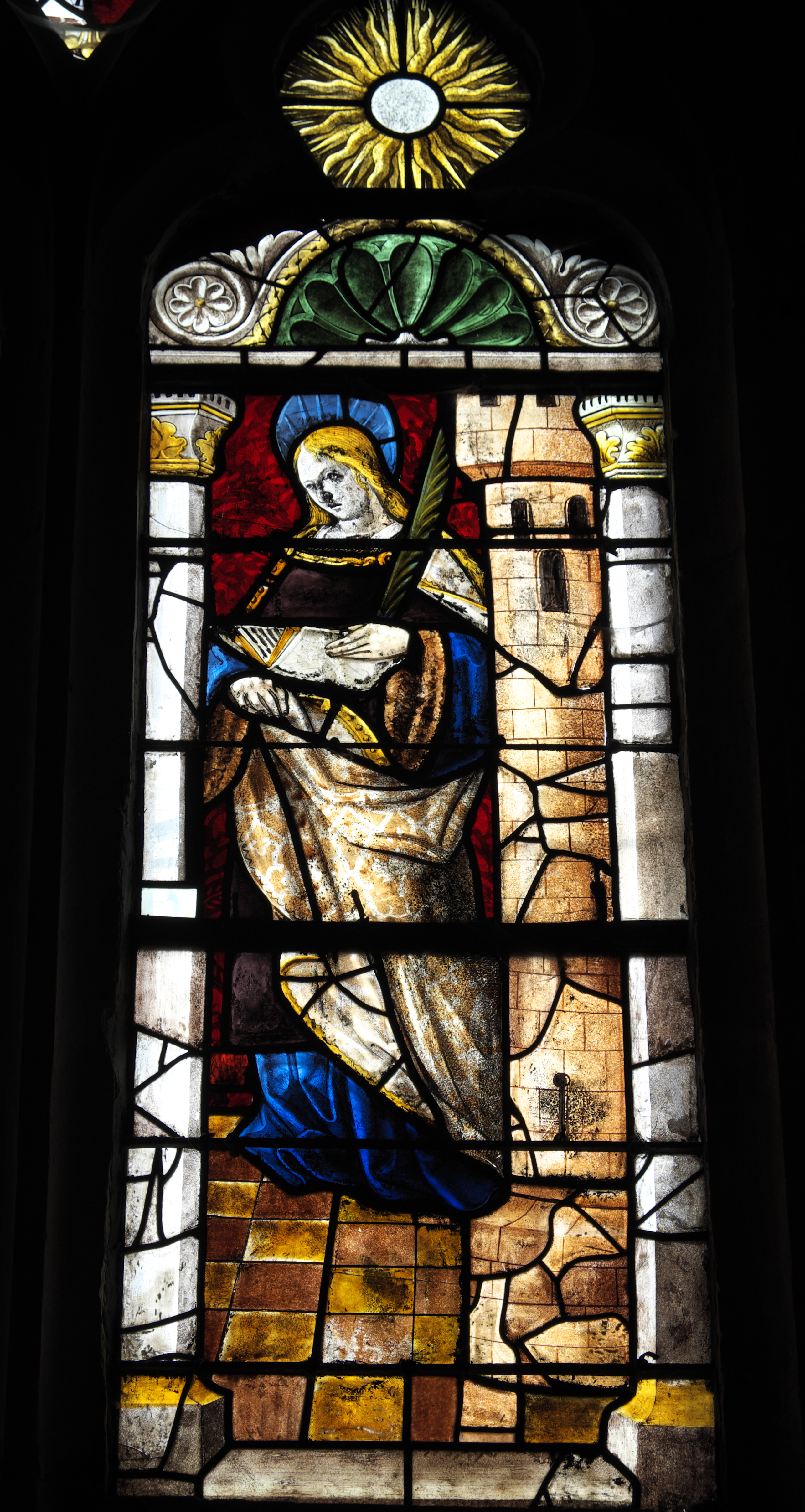
Heilige Barbara
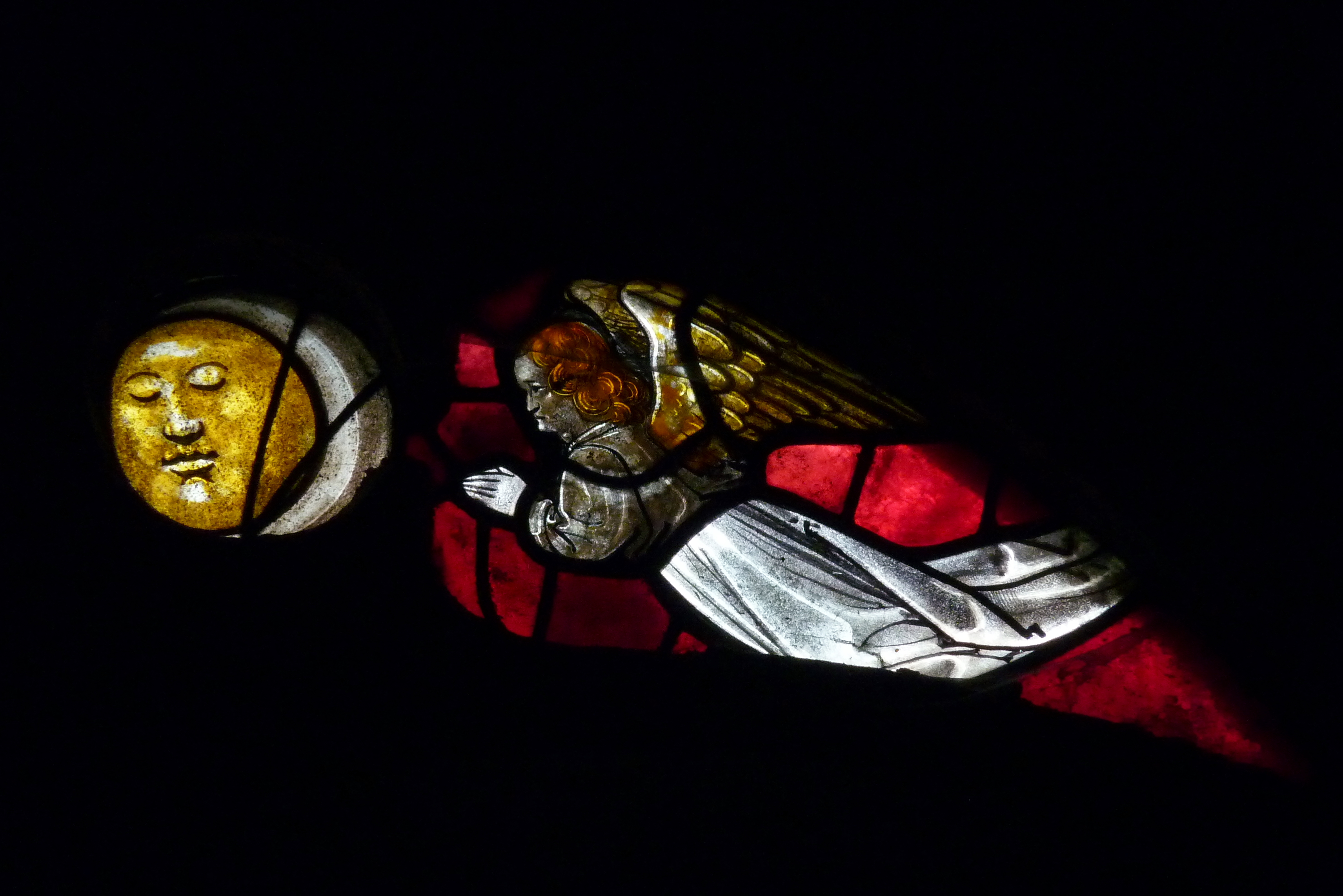
Engel und Mond

Fragmente
Von einigen Fenstern sind nur noch Fragmente erhalten, zum Beispiel von den Fenstern der heiligen Genoveva und des heiligen Fiacrius.

## Wandmalerei

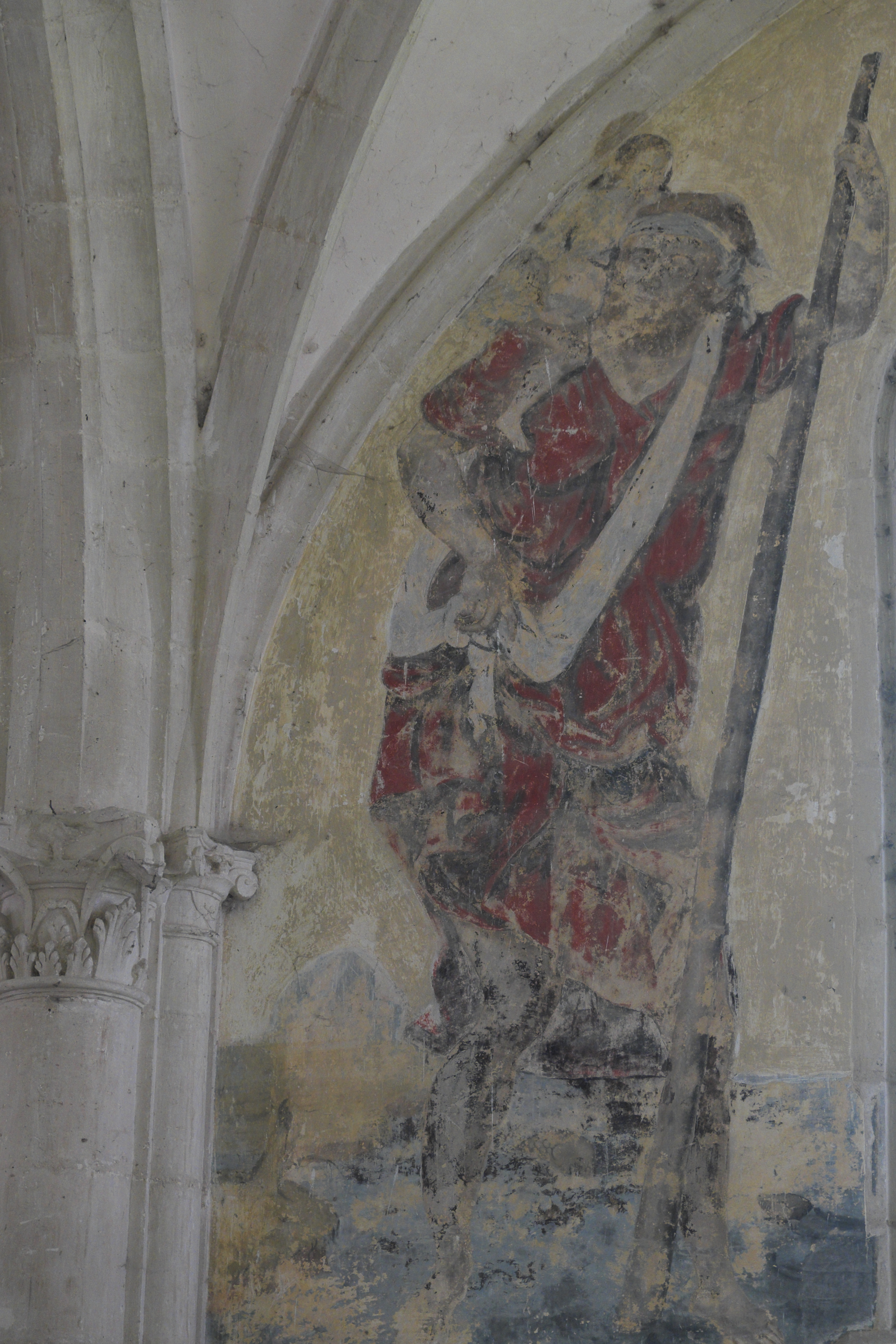
Heiliger Christophorus

In der Kirche ist eine Wandmalerei aus dem 16. Jahrhundert mit der Darstellung des heiligen Christophorus erhalten.

## Ausstattung
- Die Kirche besitzt eine Grablegungsgruppe mit lebensgroßen Steinfiguren aus dem 16. Jahrhundert.[1]
- Das Taufbecken stammt ebenfalls aus dem 16. Jahrhundert. Auf dem polygonalen Sockel sind Fratzen eingemeißelt, über denen sich groteske Figuren erheben. Darüber verläuft ein Tauband und unter dem oberen Rand ein Fries aus Kielbögen mit eingeschriebenem Maßwerk.[2]